# Historia de la pintura

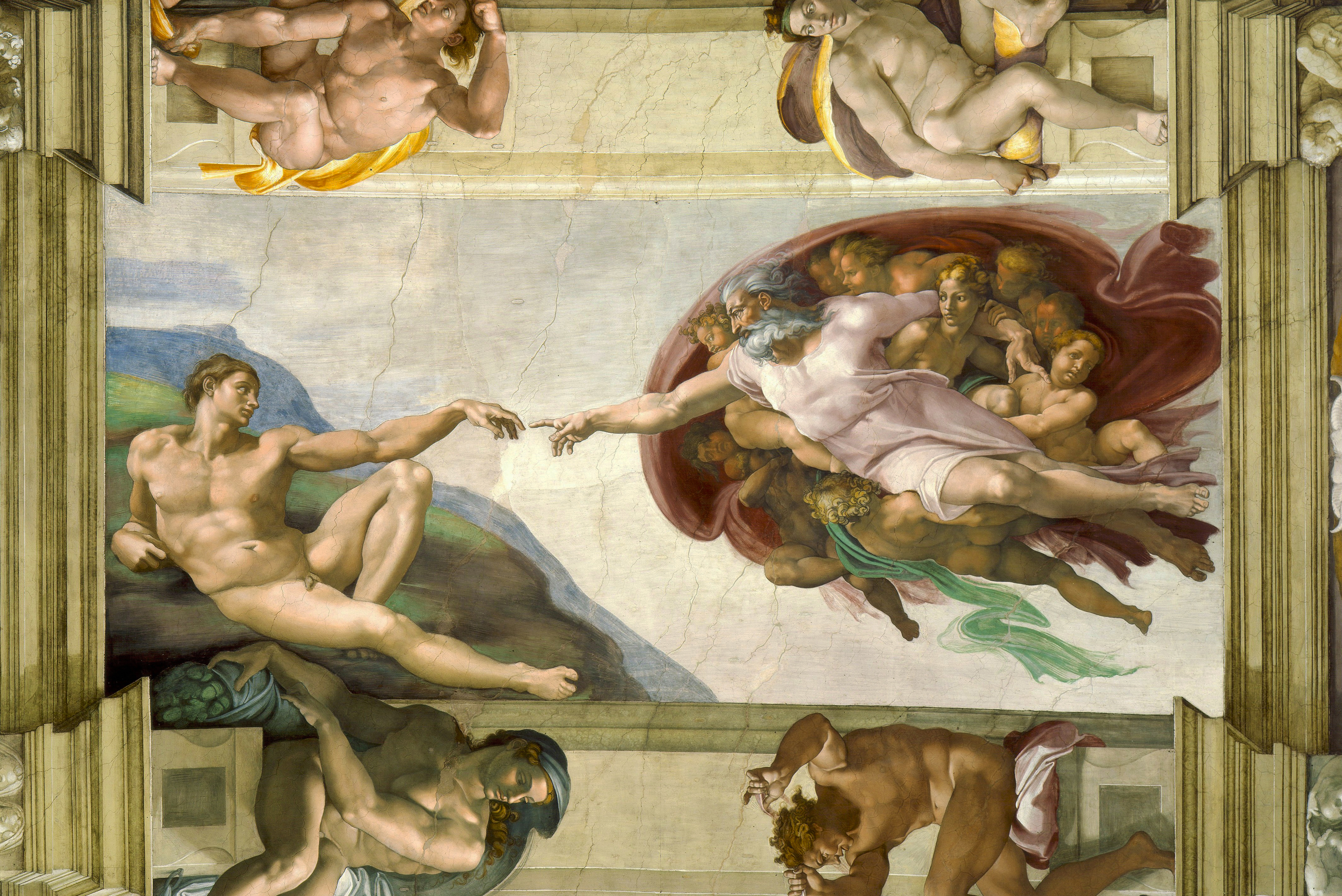
La creación de Adán (1508-1512), de Miguel Ángel, en la Capilla Sixtina (Vaticano).

La historia de la pintura ha tenido un desarrollo cronológico y estilístico paralelo en gran medida al resto de las artes plásticas, si bien con diversas particularidades en el tiempo y el espacio debidas a numerosos factores, desde los derivados de las diversas técnicas y materiales empleados en su confección hasta factores socio-culturales y estéticos, ya que cada pueblo y cada cultura ha desarrollado a lo largo del tiempo distintos conceptos de plasmar la imagen que recibe del mundo circundante.
La pintura es el arte y técnica de crear imágenes a través de la aplicación de pigmentos de color sobre una superficie, sea papel, tela, madera, pared, etc. Se suele dividir en pintura mural (fresco, temple) o de caballete (temple, óleo, pastel), e igualmente puede clasificarse según su género (retrato, paisaje, bodegón, etc). La pintura ha sido durante siglos el principal medio para documentar la realidad, reflejando en sus imágenes el devenir histórico de las distintas culturas que se han sucedido a lo largo del tiempo, así como sus costumbres y condiciones materiales.
La clasificación de la pintura como arte ha variado a lo largo del tiempo: en la antigüedad era considerada un mero oficio artesanal, mientras que se consideraban actividades artísticas las relacionadas con el intelecto. Galeno dividió en el siglo II el arte en artes liberales y artes vulgares, según si tenían un origen intelectual o manual: entre las liberales se encontraban la gramática, la retórica y la dialéctica —que formaban el trivium—, y la aritmética, la geometría, la astronomía y la música —que formaban el quadrivium—; las vulgares incluían la arquitectura, la escultura y la pintura, pero también otras actividades que hoy se consideran artesanía. No fue hasta el siglo XVI que empezó a considerarse que la arquitectura, la pintura y la escultura eran actividades que requerían no sólo oficio y destreza, sino también un tipo de concepción intelectual que las hacían superiores a otros tipos de manualidades. Se gestaba así el concepto moderno de arte, que durante el Renacimiento adquirió el nombre de arti del disegno (artes del diseño), por cuanto comprendían que esta actividad —el diseñar— era la principal en la génesis de las obras de arte. Por último, en 1746, Charles Batteux estableció en Las bellas artes reducidas a un único principio la concepción actual de bellas artes, concepto que hizo fortuna y ha llegado hasta la actualidad.
En la historia de la pintura es primordial el estudio de los estilos artísticos: cada periodo histórico ha tenido unas características concretas y definibles, comunes a otras regiones y culturas, o bien únicas y diferenciadas, que han ido evolucionando con el devenir de los tiempos. De ahí surgen los diversos estilos, que pueden tener un origen geográfico o temporal, o incluso reducirse a la obra de un artista en concreto, siempre y cuando se produzcan unas formas artísticas claramente definitorias. Actualmente se entiende como estilo aquella cualidad que identifica la forma de trabajar, de expresarse o de concebir una obra de arte por parte del artista, o bien, en sentido más genérico, de un conjunto de artistas u obras que tienen diversos puntos en común, agrupados geográfica o cronológicamente.
También cabe tener en consideración para el estudio histórico de la pintura su clasificación en diversos géneros: un género artístico es una especialización temática en que se suelen dividir las diversas artes. En la actualidad se consideran como principales géneros pictóricos: retrato y autorretrato, desnudo, bodegón y vanidades, paisaje y marina, pintura de mitología, pintura de historia, pintura religiosa y pintura de género.
Por último, cabe tener en cuenta los distintos procedimientos técnicos empleados en pintura: acrílico, técnica pictórica donde al colorante se le añade un aglutinante plástico; acuarela, técnica realizada con pigmentos transparentes diluidos en agua, con aglutinantes como la goma arábiga o la miel, usando como blanco el del propio papel; aguada o gouache, técnica similar a la acuarela, con colores más espesos y diluidos en agua o cola mezclada con miel; fresco, realizado sobre un muro revocado de cal húmeda y con colores diluidos en agua de cal; miniatura, decoración de manuscritos con láminas de oro y plata, y pigmentos de colores aglutinados con cola, huevo o goma arábiga; óleo, técnica que consiste en disolver los colores en un aglutinante de tipo oleoso (aceite de linaza, nuez, almendra o avellana; aceites animales), añadiendo aguarrás para que seque mejor; pastel, lápiz de pigmento de diversos colores minerales, con aglutinantes (caolín, yeso, goma arábiga, látex de higo, cola de pescado, azúcar candi, etc.), amasado con cera y jabón de Marsella y cortado en forma de barritas; temple, pintura realizada con colores diluidos en agua temperada o engrosada con aglutinantes con base de cola (yema de huevo, caseína, cola de higuera, cerezo o ciruelo).

## Prehistoria

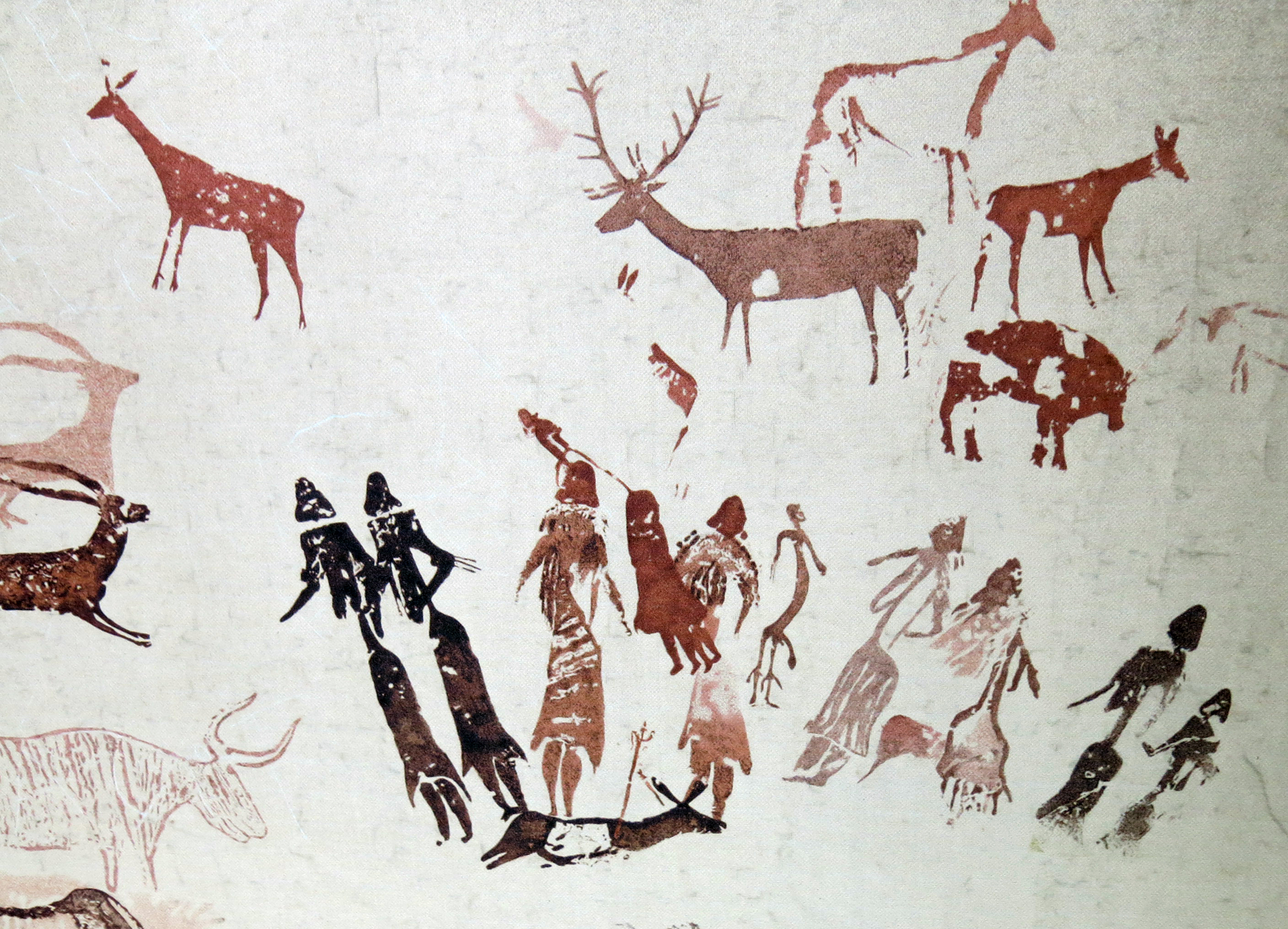
Pintura rupestre de la Roca de los Moros, en El Cogul.

El arte prehistórico es el desarrollado por el ser humano desde la Edad de Piedra (paleolítico, 25000-8000 a. C.; mesolítico, 8.000-6.000 a. C.; y neolítico, 6000-3000 a. C.) hasta la Edad de los Metales (3000-1000 a. C.), periodos donde surgieron las primeras manifestaciones que se pueden considerar como artísticas por parte del ser humano. 

### Paleolítico
El paleolítico tuvo sus primeras manifestaciones artísticas alrededor del 25.000 a. C., teniendo su apogeo en el periodo magdaleniense (±15000-8000 a. C.). Las primeras manifestaciones pictóricas aparecen en cuevas —la llamada pintura rupestre—, como medio de expresar la interrelación entre el ser humano primitivo y la naturaleza. Como material pictórico utilizaban principalmente rojo de óxido de hierro, negro de óxido de manganeso y ocre de arcilla. La pintura rupestre se desarrolló principalmente en la región franco-cantábrica: son pinturas de carácter mágico-religioso, de sentido naturalista, con representación de animales, destacando las cuevas de Altamira, Tito Bustillo, Trois Frères, Chauvet y Lascaux.

### Neolítico
Este periodo —iniciado alrededor del 8000 a. C. en el Próximo Oriente— supuso una profunda transformación para el antiguo ser humano, que se volvió sedentario y se dedicó a la agricultura y la ganadería, surgiendo nuevas formas de convivencia social y desarrollándose la religión. En la pintura levantina —datada entre el mesolítico y el neolítico— se dio la figura humana, muy esquematizada, con notables ejemplos en El Cogul, Valltorta, Alpera y Minateda. También se dio este tipo de pintura en el norte de África (Atlas, Sáhara) y en la zona del actual Zimbabue. La pintura neolítica solía ser esquemática, reducida a trazos básicos (el hombre en forma de cruz, la mujer en forma triangular). Son de destacar igualmente las pinturas rupestres del Río Pinturas en Argentina, especialmente la Cueva de las manos.

## Arte antiguo

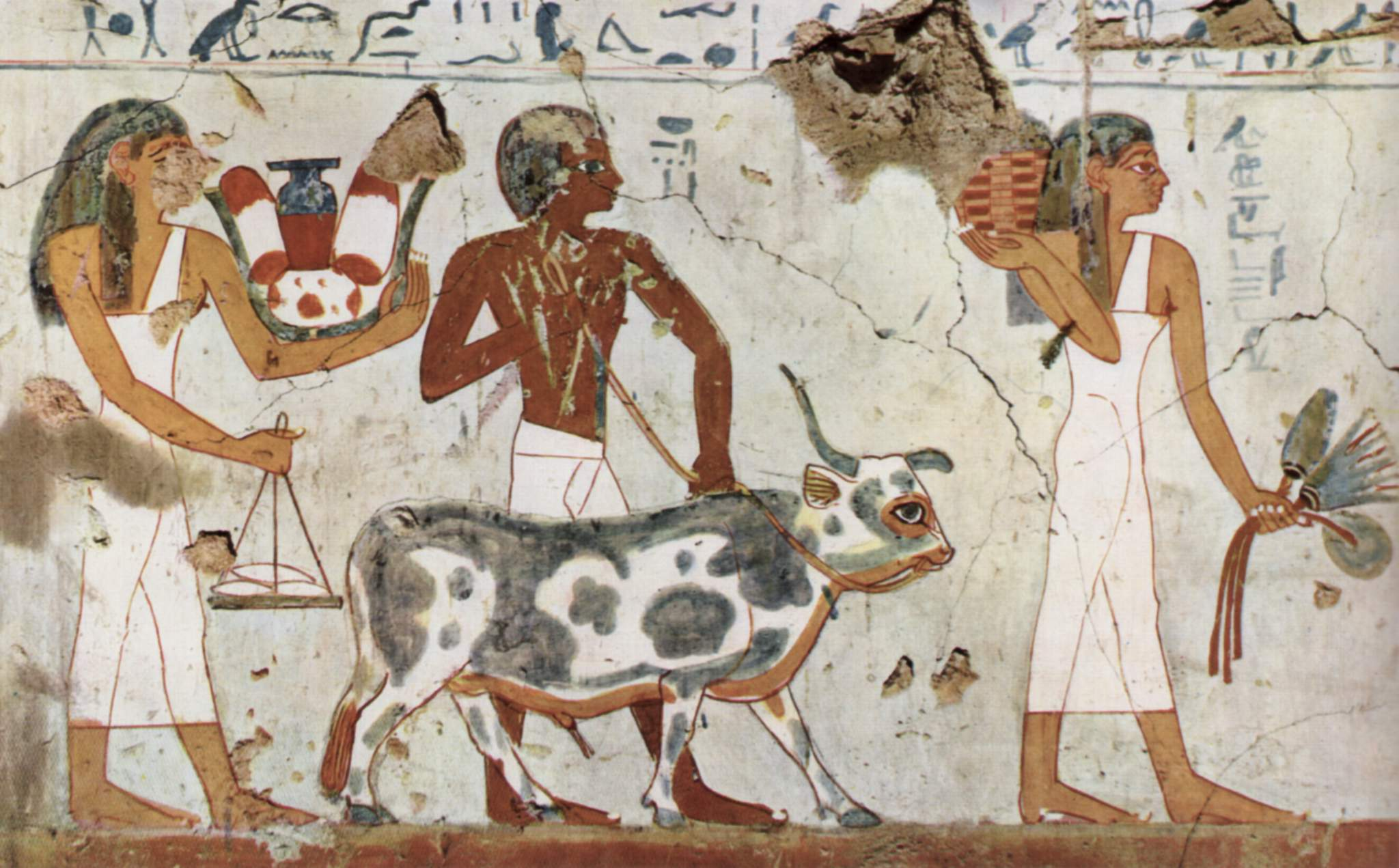
Pintura mural de la cámara funeraria de Amenemhet, Imperio Nuevo, dinastía XVIII (

### Egipto
En Egipto surgió una de las primeras grandes civilizaciones, con obras de arte elaboradas y complejas que suponen ya una especialización profesional por parte del artista/artesano. Su arte era intensamente religioso y simbólico, con un poder político fuertemente centralizado y jerarquizado, otorgando una gran relevancia al concepto religioso de inmortalidad. Iniciado alrededor del 3000 a. C., el arte egipcio perduró hasta la conquista de Alejandro Magno, si bien su influencia persistió en el arte copto y bizantino.
La pintura egipcia se caracteriza principalmente por presentar figuras yuxtapuestas en planos superpuestos. Las imágenes se representaban con criterio jerárquico, por ejemplo: el faraón tiene un tamaño más grande que los súbditos o los enemigos que están a su lado. Predominaba el canon de perfil, que consistía en representar la cabeza y las extremidades de perfil pero los hombros y los ojos de frente.

### Grecia
En Grecia se desarrollaron las principales manifestaciones artísticas que han marcado la evolución del arte occidental, con un estilo basado en la naturaleza y en el ser humano, donde preponderaba la armonía y el equilibrio, la racionalidad de las formas y los volúmenes, y un sentido de imitación («mímesis») de la naturaleza que sentaron las bases del llamado arte clásico. Tras unos inicios donde destacaron las culturas minoica y micénica, el arte griego se desarrolló en tres periodos: arcaico, clásico y helenístico. 
La pintura griega se desarrolló sobre todo en la cerámica, en escenas cotidianas o de temática histórica o mitológica. Se suele establecer dos épocas, en función de la técnica utilizada en la confección de cerámica pintada: «figuras negras sobre fondo rojo» (hasta el siglo VI a. C.) y «figuras rojas sobre fondo negro» (desde el siglo VI a. C.). Aunque no han llegado numerosas muestras hasta la actualidad, se tiene constancia por fuentes históricas del nombre de varios famosos pintores griegos, como Zeuxis, Apeles, Parrasio, Eufranor, Polignoto, etc.

### Roma

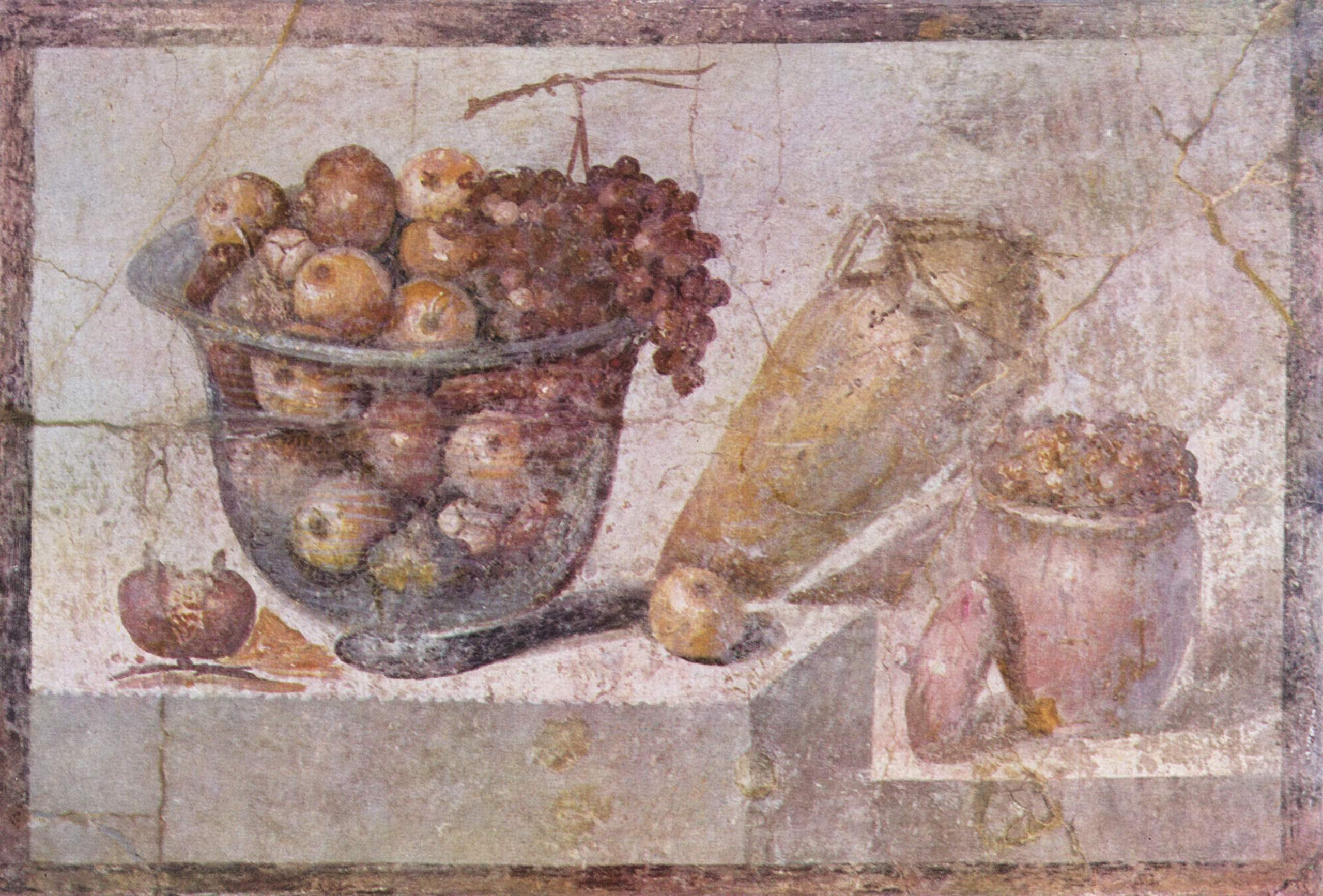
Fresco hallado en Pompeya.

Con un claro precedente en el arte etrusco, el arte romano recibió una gran influencia del arte griego. Gracias a la expansión del Imperio Romano, el arte clásico grecorromano llegó a casi todos los rincones de Europa, norte de África y Próximo Oriente, sentando la base evolutiva del futuro arte desarrollado en estas zonas. 
La pintura romana es conocida sobre todo por los restos hallados en Pompeya, donde se perciben cuatro estilos: el de incrustación, que imita el revestimiento en mármol; el arquitectónico, llamado así por simular arquitecturas; el ornamental, con arquitecturas fantásticas, guirnaldas y amorcillos; y el fantástico, mezcla de los dos anteriores, con paisajes imaginarios, variadas formas arquitectónicas y escenas mitológicas.

## Arte medieval

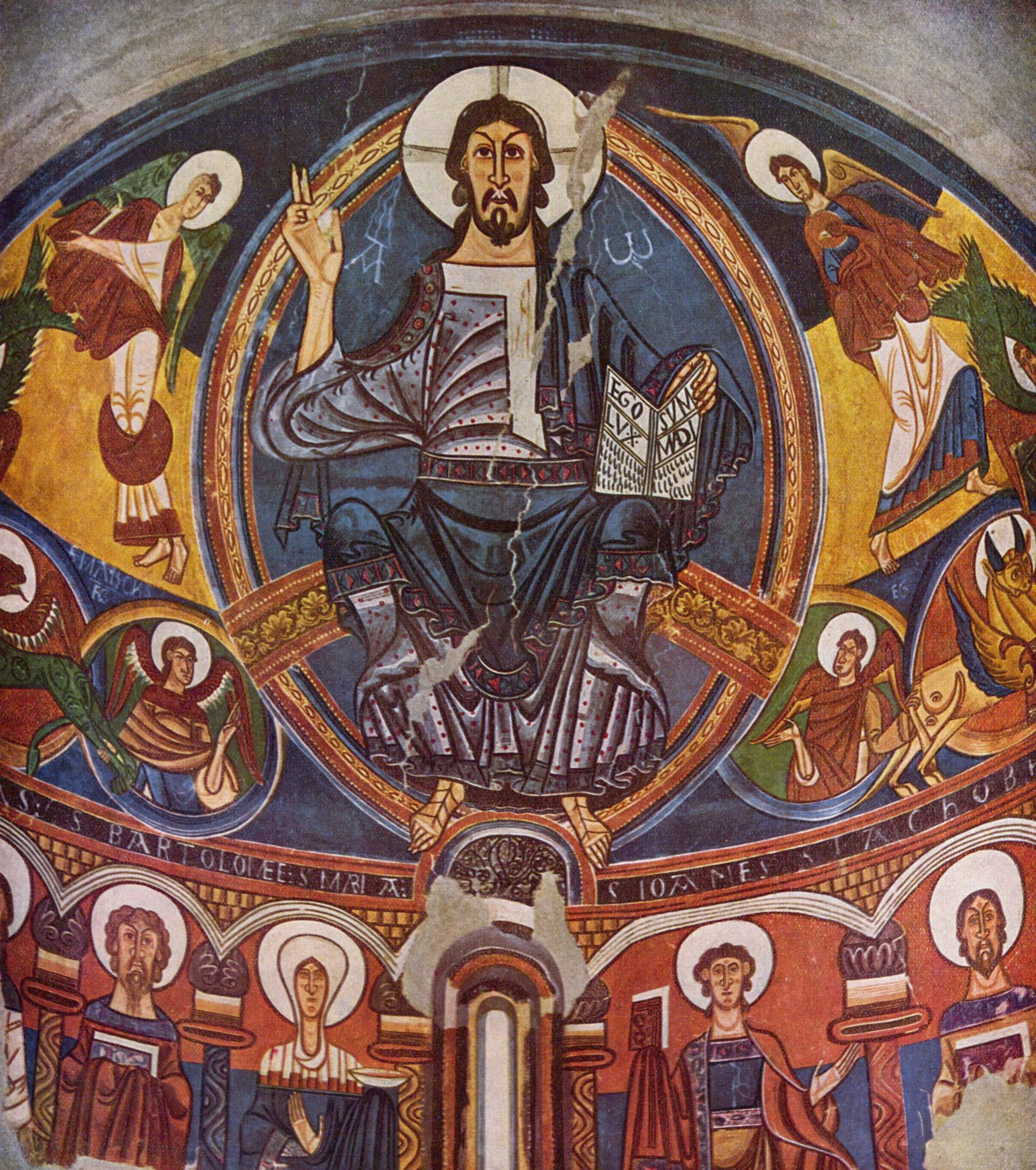
Pantocrátor del ábside de Sant Climent de Taüll, Museo Nacional de Arte de Cataluña.

La caída del Imperio Romano de Occidente marcó el inicio en Europa de la Edad Media, etapa de cierta decadencia política y social, pues la fragmentación del imperio en pequeños estados y la dominación social de la nueva aristocracia militar supuso la feudalización de todos los territorios anteriormente administrados por la burocracia imperial. El arte clásico será reinterpretado por las nuevas culturas dominantes, de origen germánico, mientras que la nueva religión, el cristianismo, impregnará la mayor parte de la producción artística medieval.

### Arte paleocristiano
Se denomina arte paleocristiano al efectuado por los primeros seguidores de esta nueva religión, primero de forma oculta, mientras aún eran perseguidos por el poder imperial, para pasar posteriormente, tras la conversión al cristianismo del emperador Constantino, a ser el estilo oficial del Imperio. Las formas clásicas fueron reinterpretadas para servir como vehículo de expresión de la nueva religión oficial, y se produjo una atomización de estilos por zonas geográficas. 
La pintura se dio sobre todo en las catacumbas, con escenas religiosas y alegóricas, y surgió la miniatura, iluminación de manuscritos, con dos principales escuelas: la helenística-alejandrina y la siria.

### Arte prerrománico

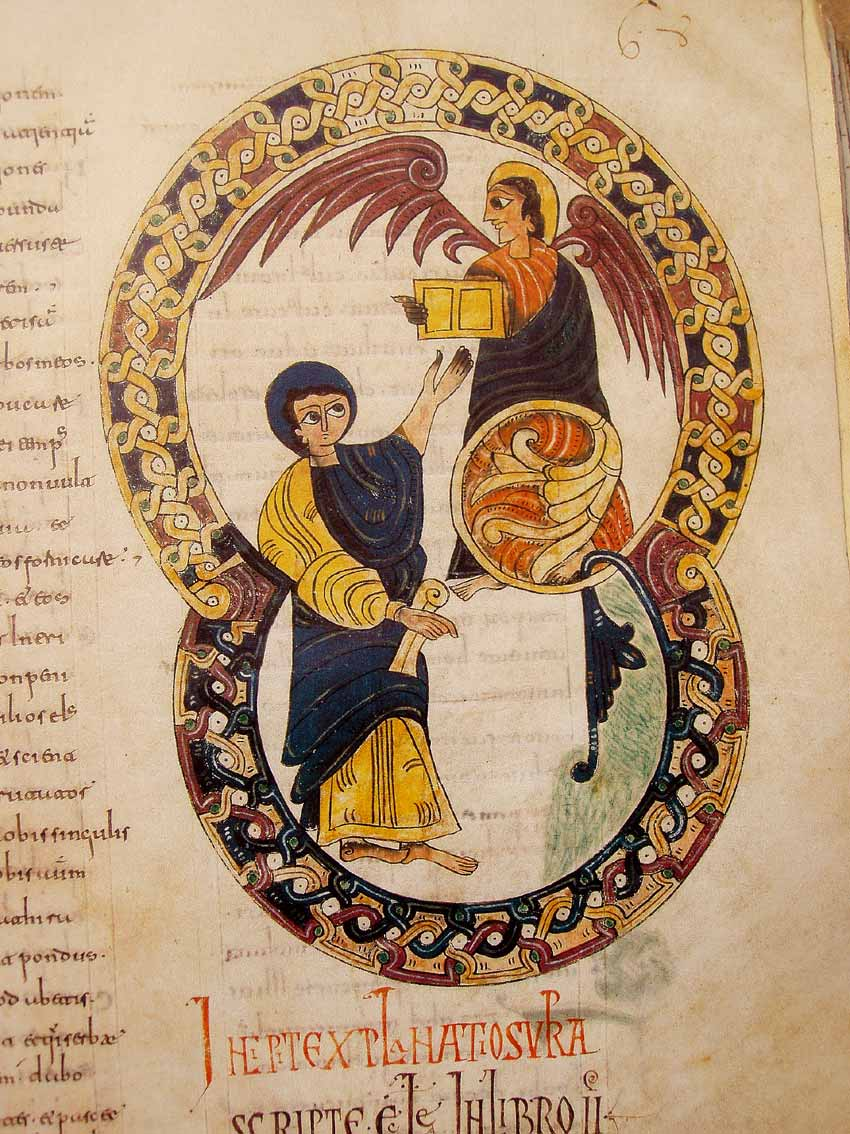
Ilustración del Beato de San Millán, Monasterio de San Millán.

Se denomina así a los múltiples estilos desarrollados en Europa desde la coronación de Carlomagno (año 800) hasta alrededor del año 1000, donde la aparición del románico supondrá la divulgación de un mismo estilo unitario a lo largo de todo el continente europeo. Esta acepción es simplemente una forma de englobar una serie de estilos independientes y con pocos o ningún factor común, con el único aglutinante de ser predecesores de la internacionalización del románico.
- Arte carolingio: la coronación de Carlomagno supuso en cierta forma la restauración del Imperio Romano, lo que conllevó un renacer cultural y un primer retorno a la cultura clásica como fuente de inspiración, aunque matizada por la religión cristiana. La pintura se circunscribió a la miniatura, con varias escuelas como la palatina, la de Tours, la de Reims y la de Saint-Denis.

- Arte otoniano: se denomina así por coincidir con los reinados de Otón I, Otón II y Otón III. En la pintura otoniana se percibe la influencia bizantina, debido al matrimonio de Otón II con Teófano de Constantinopla, destacando los frescos de San Jorge de Oberzell.

- Arte celta: en las islas británicas, recientemente evangelizadas, tuvo una época de esplendor el arte celta, destacando la miniatura, de influencia carolingia, siendo de relevancia la escuela de Winchester, a la que perteneció el Pontifical de San Aethelwold (British Museum).

- Arte mozárabe: se denomina mozárabes a los cristianos que vivían bajo la dominación islámica, y que, al pasar de nuevo a territorio reconquistado por los cristianos, practicaban un tipo de arte de gran influencia islámica. Se desarrolló sobre todo en el siglo X, principalmente al norte del Duero, en el alto Ebro, sur de Galicia, Cantabria y Pirineos. Cabe destacar en miniatura los beatos, ilustraciones del Comentario al Apocalipsis del Beato de Liébana.[13]

### Arte bizantino

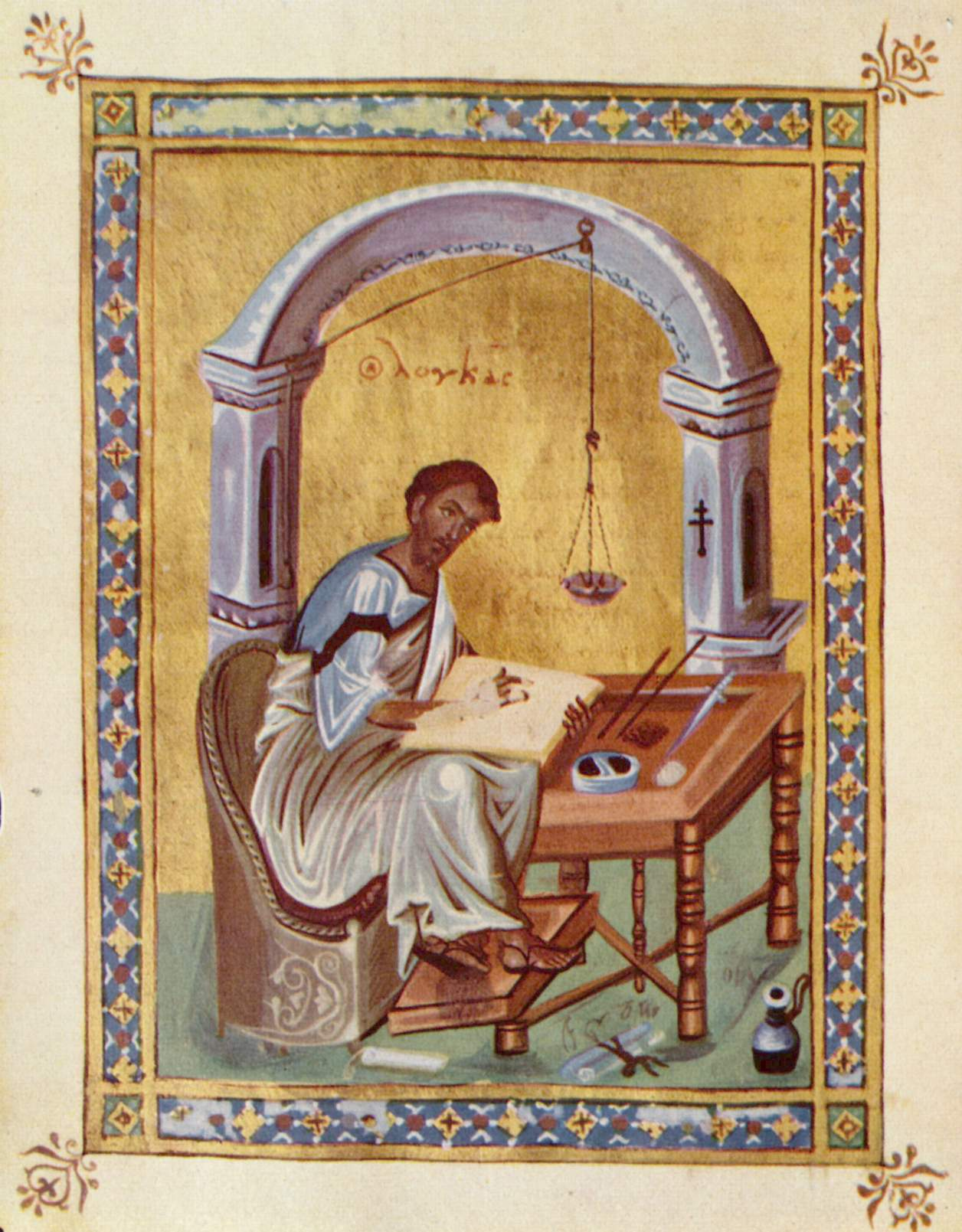
Pintura bizantina sobre pergamino.

Pese a la caída del Imperio Romano de Occidente, en Oriente perduró —conocido como Imperio Bizantino— hasta la conquista de Constantinopla en 1453 por los turcos otomanos. Heredero del arte helenístico, el arte bizantino recogió las principales tradiciones artísticas orientales, de las que fue puerta de entrada en Europa, donde el arte bizantino influyó en el arte prerrománico y románico. Se distinguen en el arte bizantino tres «edades de oro»: una primera en el siglo VI, coincidiendo con el reinado de Justiniano; una segunda desde el siglo IX hasta la toma de Constantinopla por los cruzados el 1204; y una tercera en el siglo XIV, con la dinastía Paleólogo.
La pintura bizantina tuvo en época de Justiniano influencia paleocristiana, a la vez que recogió diversas tradiciones anteriores, especialmente la helenística y la siria neoática, destacando los conjuntos musivarios de San Demetrio de Salónica y San Vital de Rávena. En la segunda edad dorada se establecieron la estética y la iconografía bizantinas, sobre todo en torno a los iconos, con una fuerte carga simbólica de las imágenes, con figuras estilizadas y perspectivas jerárquicas (el tamaño de la figura depende de su importancia religiosa). En la tercera edad dorada la pintura sustituyó al mosaico, sobre todo los iconos de pintura sobre tabla, destacando las escuelas de Chipre, Salónica, Creta, Venecia y Moscú (donde descuella Andrei Rubliov).

### Arte románico

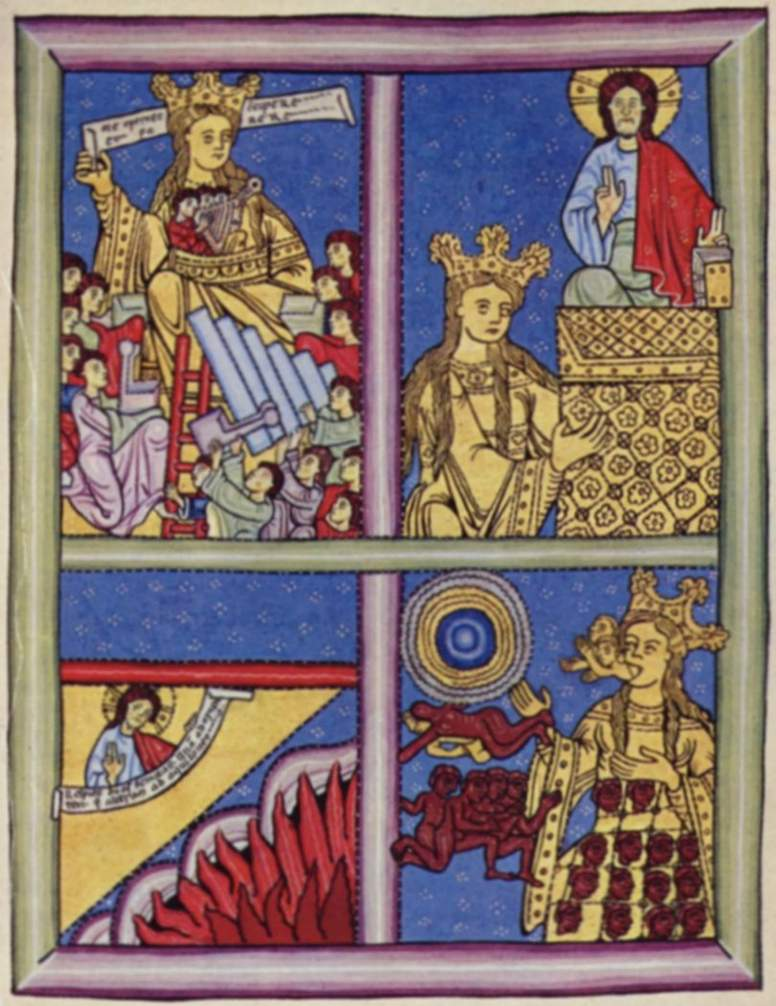
Códice de Santa Hildegarda (1165), Abadía de Santa Hildegarda, Eibingen (Alemania).

El arte románico representa el primer estilo de carácter internacional de la cultura europea occidental, con una identidad plenamente consolidada tras el paso del latín a las lenguas vernáculas. De carácter eminentemente religioso, casi todo el arte románico estaba dirigido a la exaltación y divulgación del cristianismo. Surgido a mediados del siglo XI, se desarrolló fundamentalmente durante el siglo XII, a finales del cual empezó a coexistir con el incipiente gótico. En el románico culminaron los diversos estilos producidos por el prerrománico, a la vez que se denota la influencia oriental del arte bizantino. 
La pintura románica era preferentemente mural, de signo religioso y figuras esquemáticas al igual que la escultura. Tuvo una fuerte influencia bizantina, difundida sobre todo por la orden benedictina. Se desarrolló preferentemente en el ábside de las iglesias, con un programa iconográfico donde destacaba la figura del Pantocrátor, alrededor del cual se encuentran la Virgen y los apóstoles, dejando al pie el Juicio Final. Vemos esta disposición en Sant'Angelo in Formis (Capua), Sant Climent de Taüll y San Isidoro de León. También se produjo pintura sobre tabla, al temple, generalmente en retablos para el altar; y la miniatura, donde destacaron las escuelas inglesa e italiana.

### Arte gótico

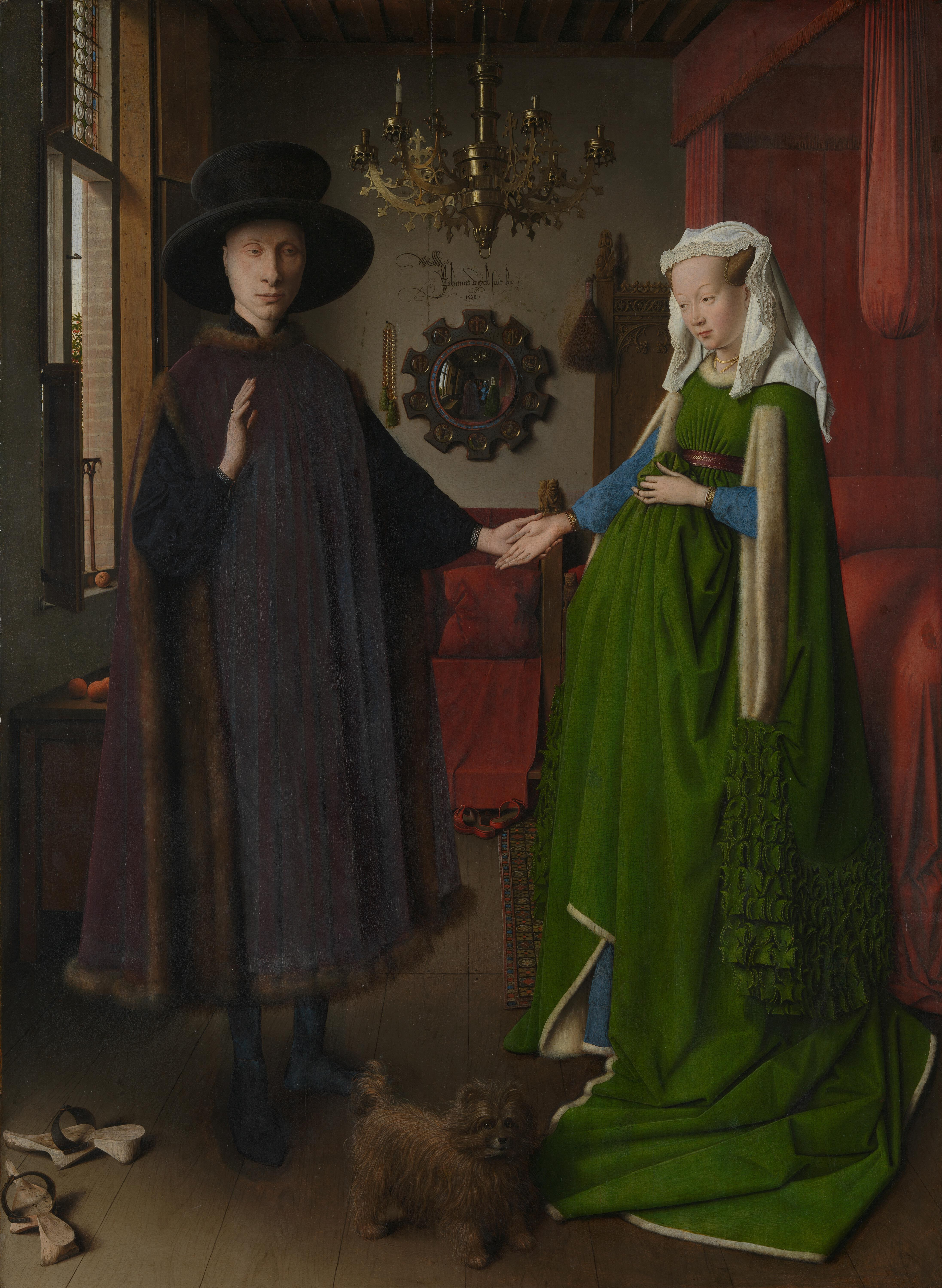
El matrimonio Arnolfini (1434), de Jan van Eyck, National Gallery de Londres.

El arte gótico se desarrolló entre los siglos XII y XVI, época de gran desarrollo económico y cultural. El fin de la época feudal supuso el afianzamiento de los estados centralizados, con mayor predominio de las ciudades sobre el campo, al tiempo que un sector cada vez mayor de la sociedad tenía acceso a la cultura, que dejó de ser patrimonio exclusivo de la Iglesia. El auge de las universidades comportó un aumento de los estudios científicos, filosóficos y literarios, sentando las bases de la cultura moderna.
La pintura gótica dejó de ser mural para pasar a retablos situados en los altares de las iglesias, y empezó a desarrollarse la pintura en lienzo, al temple o al óleo. Se sucedieron cuatro estilos pictóricos: 
- Gótico lineal o franco-gótico: se desarrolló desde el siglo XIII hasta principios del XIV, caracterizado por el dibujo lineal, el fuerte cromatismo, un naturalismo de líneas sencillas y el idealismo de los temas representados. Este estilo se desarrolló sobre todo en vidrieras y miniaturas.

- Gótico itálico o trecentista: surgido en el siglo XIII en Italia, se caracteriza por la aproximación realizada a la representación de la profundidad –que cristalizará en el Renacimiento con la perspectiva lineal–, los estudios sobre anatomía y el análisis de la luz para conseguir la matización tonal. Destacan dos escuelas: la florentina (Cimabue, Giotto, Andrea Orcagna) y la sienesa (Duccio, Simone Martini, Ambrogio Lorenzetti).

- Gótico internacional: corresponde a finales del siglo XIV y primera mitad del XV, suponiendo una fusión de los estilos anteriores. Se caracteriza por la estilización de la figura y el predominio de la línea curva, el detallismo técnico y el naturalismo simbólico de la narración. Destacan los pintores Paul de Limbourg, Stefan Lochner, Conrad Soest, Bernat Martorell y Lluís Borrassà.

- Gótico flamenco: surgió en Flandes a principios del siglo XV, predominando a lo largo de ese siglo en la mayor parte de Europa –excepto Italia, donde ya descollaba el Renacimiento–. Su principal aportación es la técnica al óleo, que da colores más brillantes y permite su gradación en diversas gamas cromáticas, a la vez que permite mayor minuciosidad en los detalles. Cabe destacar a Jan y Hubert van Eyck, Robert Campin, Rogier van der Weyden, Hans Memling, Gerard David, Hugo van der Goes y el Bosco; en el resto de Europa, Jean Fouquet, Conrad Witz, Martin Schongauer, Hans Holbein el Viejo, Nuno Gonçalves, Lluís Dalmau, Jaume Huguet, Bartolomé Bermejo, Fernando Gallego, etc.[16]

## Arte de la Edad Moderna

El nacimiento de Venus (1485), de Sandro Botticelli, Uffizi (Florencia).

El arte de la Edad Moderna —no confundir con arte moderno, que se suele emplear como sinónimo de arte contemporáneo— se desarrolló entre los siglos XV y XVIII. La Edad Moderna supuso cambios radicales a nivel político, económico, social y cultural: la consolidación de los estados centralizados supuso la instauración del absolutismo; los nuevos descubrimientos geográficos —especialmente el continente americano— abrieron una época de expansión territorial y comercial, suponiendo el inicio del colonialismo; la invención de la imprenta conllevó una mayor difusión de la cultura, que se abrió a todo tipo de público; la religión perdió la preponderancia que tenía en la época medieval, a lo que coadyuvó el surgimiento del protestantismo; a la vez, el humanismo surgió como nueva tendencia cultural, dejando paso a una concepción más científica del hombre y del universo.

### Renacimiento

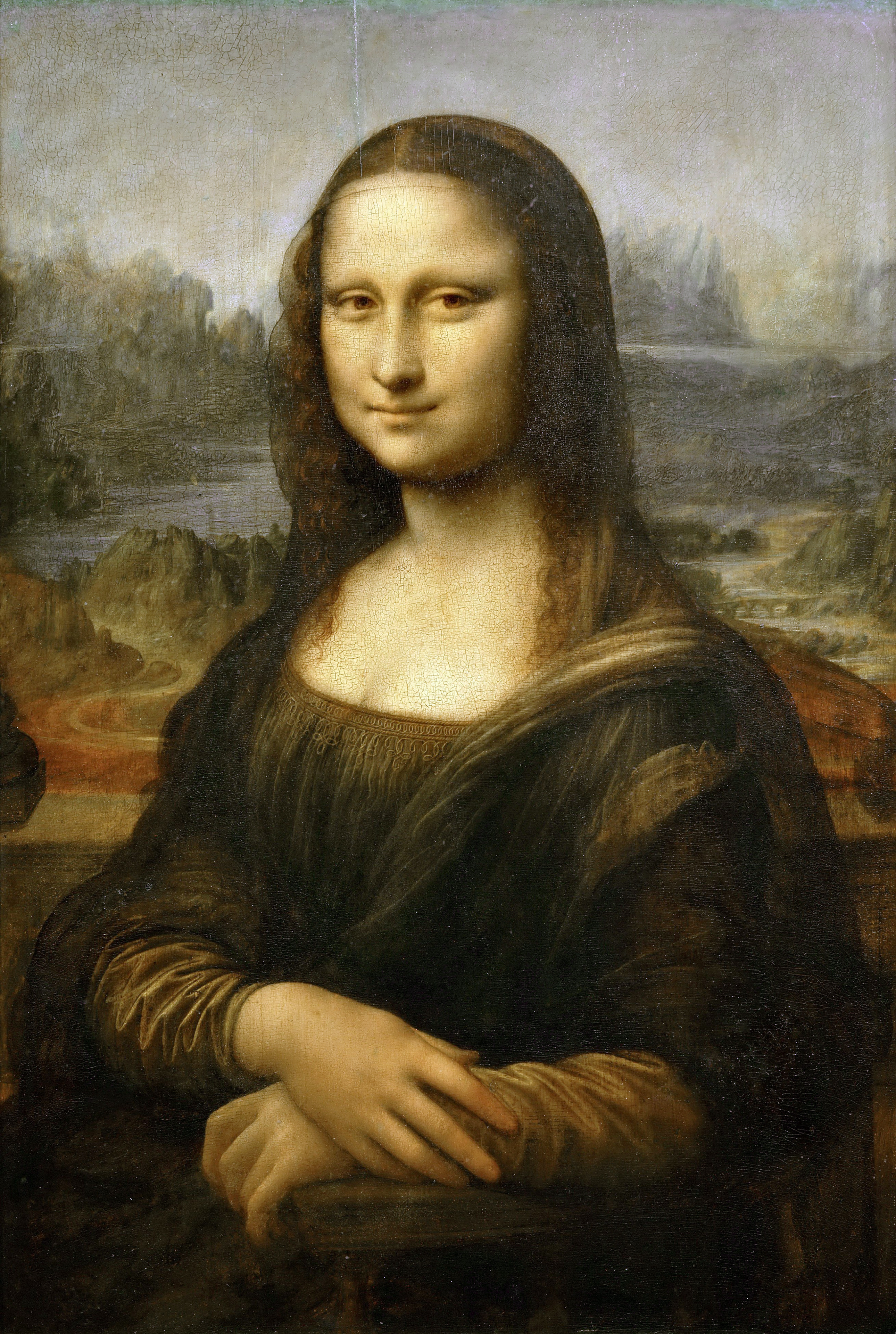
La Gioconda (1503-1506), de Leonardo da Vinci, Museo del Louvre.

Surgido en Italia en el siglo XV (Quattrocento), se expandió por el resto de Europa desde finales de ese siglo e inicios del XVI. Los artistas se inspiraron en el arte clásico grecorromano, por lo que se habló de «renacimiento» artístico tras el oscurantismo medieval. Estilo inspirado en la naturaleza, surgieron nuevos modelos de representación, como el uso de la perspectiva. Sin renunciar a la temática religiosa, cobró mayor relevancia la representación del ser humano y su entorno, apareciendo nuevas temáticas como la mitológica o la histórica, o nuevos géneros como el paisaje, el bodegón e, incluso, el desnudo. La belleza dejó de ser simbólica, como en la era medieval, para tener un componente más racional y mesurado, sobre la base de la armonía y la proporción.
La pintura renacentista sufrió una notable evolución desde las formas medievales, con formas naturalistas y temáticas profanas o mitológicas junto a las religiosas. Los estudios de perspectiva permitieron hacer obras de gran efecto realista, basadas en proporciones matemáticas, con especial utilización de la «sección áurea» tras el estudio publicado por Luca Pacioli (De Divina Proportione, 1509). Se utilizó el fresco y el temple, mientras que se introdujo el óleo a mediados del siglo XV por influencia flamenca. Uno de sus principales exponentes fue Leonardo Da Vinci, genio polifacético que introdujo el sfumato o «perspectiva aérea», con obras como La Virgen de las Rocas (1483), La Última Cena (1495-1497), La Gioconda (1503), etc. Otro nombre de relevancia fue Rafael, maestro del clasicismo sereno y equilibrado, con una perfecta ejecución pictórica, como se demuestra en sus frescos de las Estancias del Vaticano. Otros artistas destacados fueron: Masaccio, Fra Angelico, Paolo Ucello, Andrea del Castagno, Perugino, Piero della Francesca, Benozzo Gozzoli, Domenico Ghirlandaio, Botticelli, Andrea del Verrocchio, Luca Signorelli, Andrea Mantegna, Giovanni Bellini, Antonello da Messina, etc. En el resto de Europa: Matthias Grünewald, Alberto Durero, Hans Holbein el Joven y Lucas Cranach el Viejo en Alemania; Quentin Metsys y Pieter Brueghel en Holanda; Jean Fouquet, Barthélemy d'Eyck, Jean y François Clouet, Jean Perreal, Nicolas Froment y la Escuela de Fontainebleau en Francia;  y Pedro Berruguete, Alejo Fernández, Vicente Masip, Juan de Juanes, Pedro Machuca y Luis de Morales en España.

### Manierismo

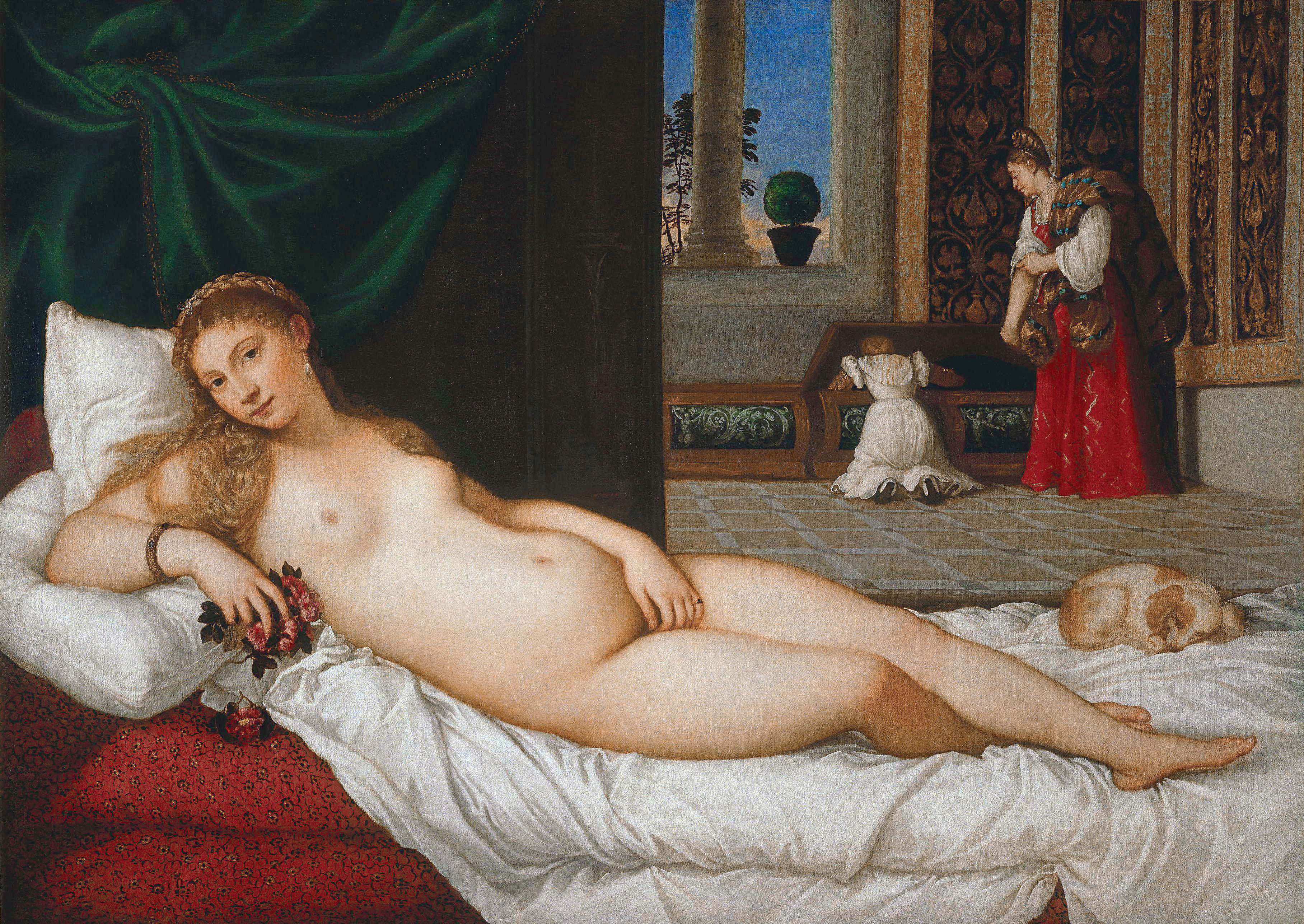
Venus de Urbino (1538), de Tiziano, Galería Uffizi (Florencia).

Surgido igualmente en Italia a mediados del siglo XVI como evolución de las formas renacentistas, el manierismo abandonó la naturaleza como fuente de inspiración para buscar un tono más emotivo y expresivo, cobrando importancia la interpretación subjetiva que el artista hace de la obra de arte. 
La pintura manierista tuvo un sello más caprichoso, extravagante, con gusto por la forma sinuosa y estilizada, deformando la realidad, con perspectivas distorsionadas y atmósferas efectistas. Destacó en primer lugar Miguel Ángel —autor de la decoración de la Capilla Sixtina—, seguido de Bronzino, Andrea del Sarto, Pontormo, Correggio, Parmigianino, Giorgione, Tiziano, Veronese, Tintoretto, Jacopo Bassano, Giuseppe Arcimboldo, etc. Cabe mencionar a Maarten van Heemskerck y Abraham Bloemaert en los Países Bajos, y Bartholomeus Spranger en Alemania. En España destacaron Juan Fernández de Navarrete, Alonso Sánchez Coello, Juan Pantoja de la Cruz y, especialmente, El Greco, artista excepcional creador de un estilo personal y único, de fuerte sentido expresionista.

### Barroco

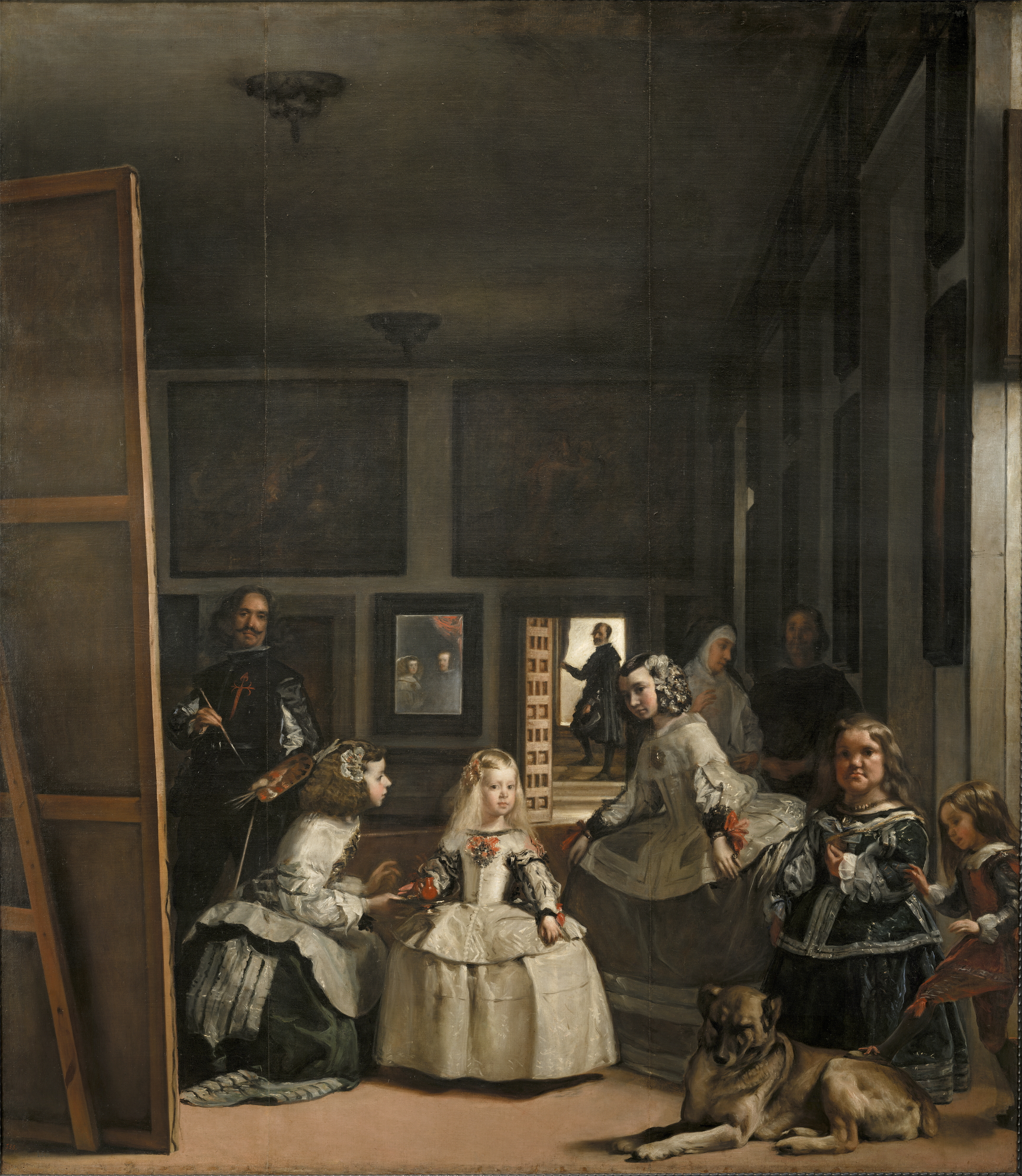
Las Meninas (1656), de Diego Velázquez (Museo del Prado).

El barroco se desarrolló entre el siglo XVII y principios del XVIII. Fue una época de grandes disputas en el terreno político y religioso, surgiendo una división entre los países católicos contrarreformistas, donde se afianzó el estado absolutista, y los países protestantes, de signo más parlamentario. El arte se volvió más refinado y ornamentado, con pervivencia de un cierto racionalismo clasicista pero con formas más dinámicas y efectistas, con gusto por lo sorprendente y anecdótico, por las ilusiones ópticas y los golpes de efecto. 
La pintura barroca se desarrolló en dos tendencias contrapuestas: el naturalismo, basado en la estricta realidad natural, con gusto por el claroscuro —el llamado tenebrismo—, donde cabe citar a Caravaggio, Orazio y Artemisia Gentileschi, Pieter van Laer, Adam Elsheimer, Georges de La Tour y los hermanos Le Nain; y el clasicismo, que es igualmente realista pero con un concepto de la realidad más intelectual e idealizado, englobando a Annibale Carracci, Guido Reni, Domenichino, Guercino, Giovanni Lanfranco, Nicolas Poussin, Claude Lorrain, Hyacinthe Rigaud, etc. En el llamado «pleno barroco» (segunda mitad del siglo XVII), de estilo decorativo y predominio de la pintura mural, destacaron Pietro da Cortona, Andrea Pozzo, Luca Giordano y Charles Le Brun. Aparte de estas corrientes, hubo infinidad de escuelas, estilos y autores de muy diverso signo, destacando dos escuelas regionales: la flamenca (Peter Paul Rubens, Anton Van Dyck, Jacob Jordaens, Frans Snyders), y la holandesa (Rembrandt, Jan Vermeer, Frans Hals). En España destacó la figura excepcional de Diego Velázquez (La fragua de Vulcano, 1630; La rendición de Breda, 1635; Venus del espejo, 1650; Las Meninas, 1656; Las hilanderas, 1657), así como José de Ribera, Francisco Ribalta, Alonso Cano, Francisco de Zurbarán, Juan de Valdés Leal y Bartolomé Esteban Murillo.

### Rococó

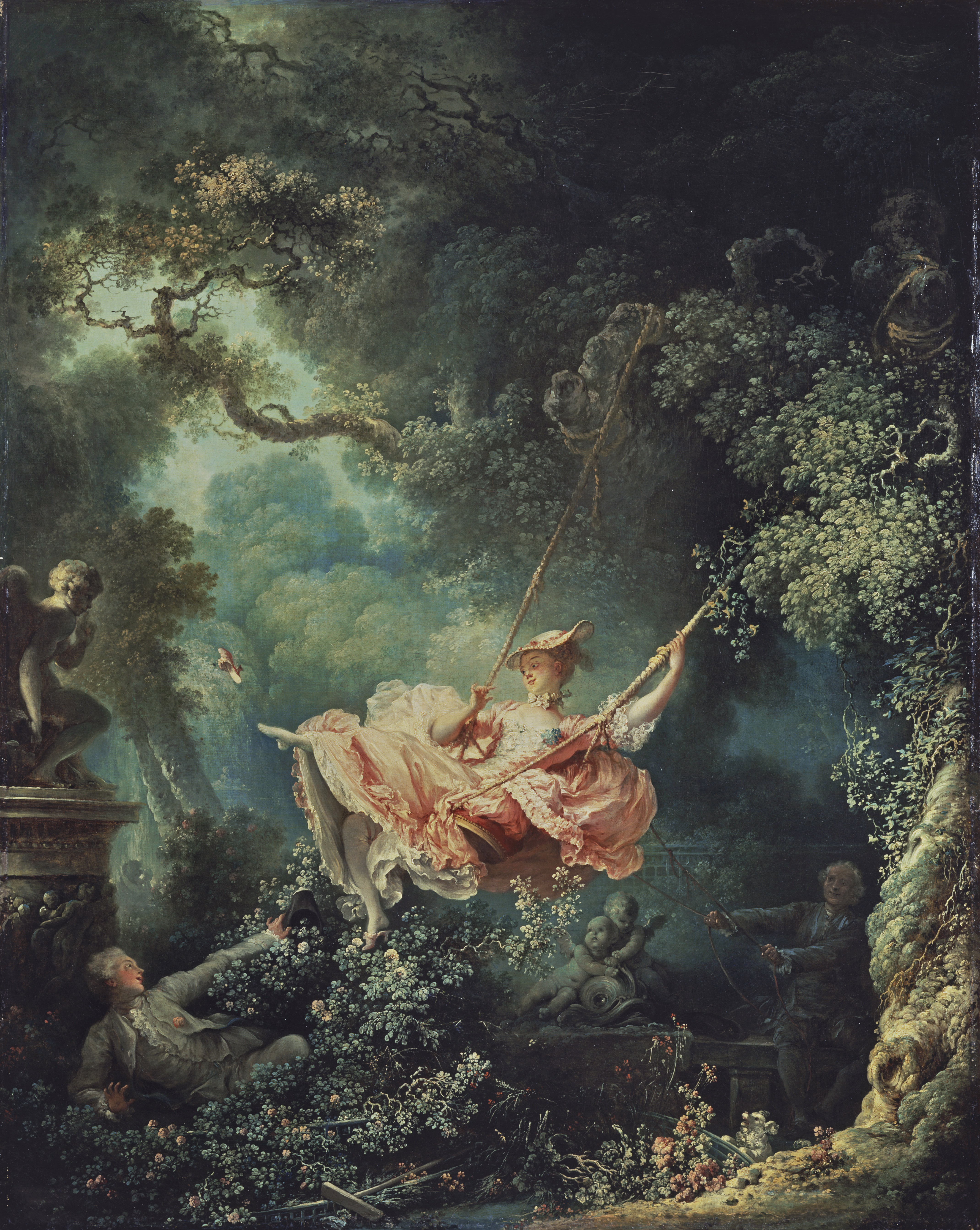
El columpio (1767), de Jean-Honoré Fragonard, Colección Wallace, Londres.

Desarrollado en el siglo XVIII —en convivencia a principios de siglo con el barroco, y a finales con el neoclasicismo—, supuso la pervivencia de las principales manifestaciones artísticas del barroco, con un sentido más enfatizado de la decoración y el gusto ornamental, que son llevados a un paroxismo de riqueza, sofisticación y elegancia. El progresivo auge social de la burguesía y los adelantos científicos, así como el ambiente cultural de la Ilustración, conllevaron el abandono de los temas religiosos a favor de nuevas temáticas y actitudes más mundanas, destacando el lujo y la ostentación como nuevos factores de prestigio social.
La pintura rococó se movió entre la exaltación religiosa o el paisajismo vedutista en Italia (Giambattista Tiepolo, Canaletto, Francesco Guardi), y las escenas cortesanas de Jean-Antoine Watteau, François Boucher, Jean-Baptiste-Siméon Chardin y Jean-Honoré Fragonard en Francia, pasando por el retratismo inglés de Joshua Reynolds y Thomas Gainsborough. Figura aparte es el inclasificable pintor español Francisco de Goya, que evolucionó desde un sello más o menos rococó hasta un cierto prerromanticismo, pero con una obra personal y expresiva de fuerte tono intimista. Cultivó tanto la pintura como el grabado, siendo igualmente de destacar sus cartones para tapices. Entre sus obras destacan: los Caprichos (1799), La familia de Carlos IV (1800), El tres de mayo de 1808 en Madrid (1814), las Pinturas negras (1820), etc.

### Neoclasicismo

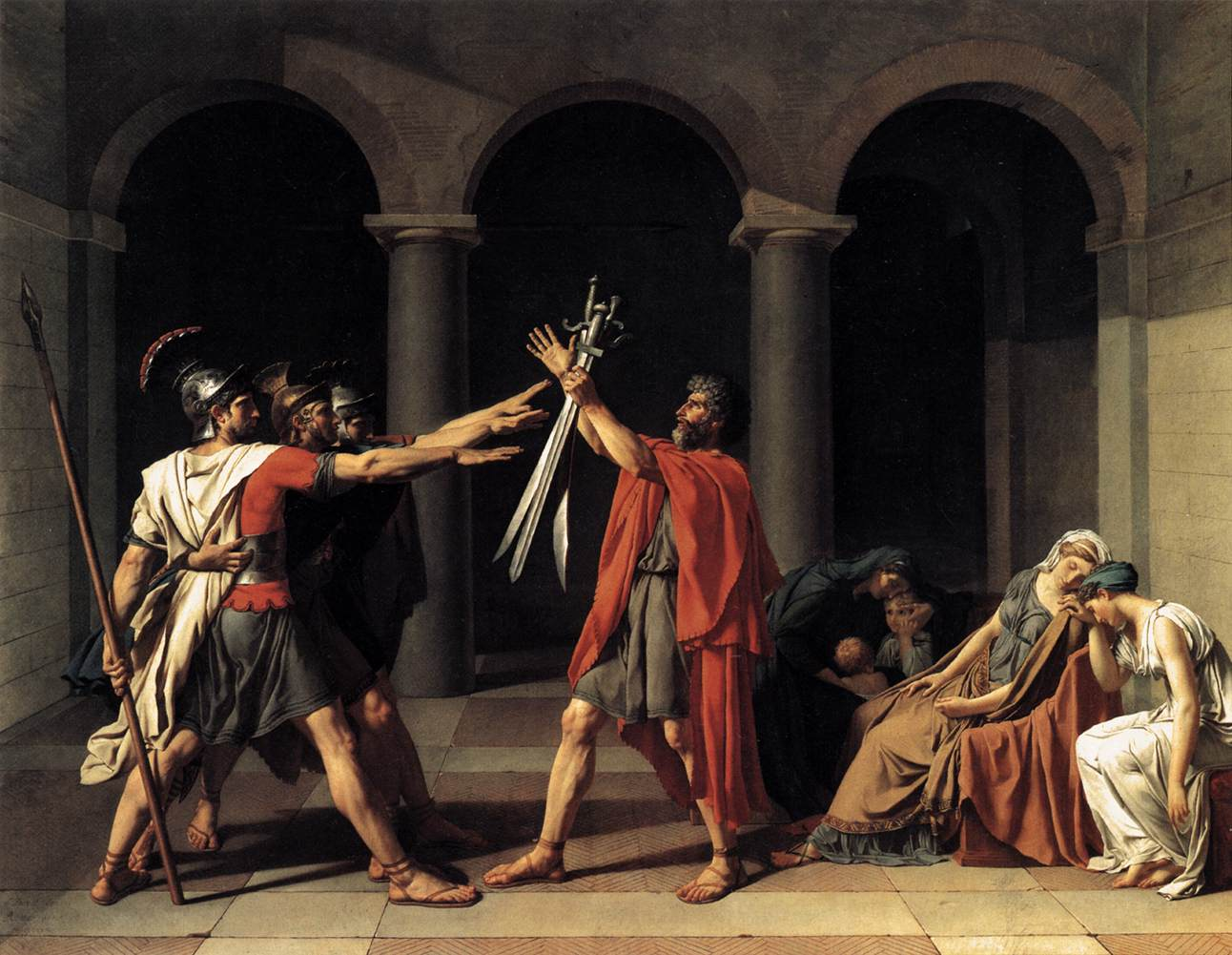
Juramento de los Horacios (1784), de Jacques-Louis David, Museo del Louvre.

El auge de la burguesía tras la Revolución Francesa favoreció el resurgimiento de las formas clásicas, más puras y austeras, en contraposición a los excesos ornamentales del barroco y rococó, identificados con la aristocracia. A este ambiente de valoración del legado clásico grecorromano influyó el hallazgo arqueológico de Pompeya y Herculano, junto a la difusión de un ideario de perfección de las formas clásicas efectuado por Johann Joachim Winckelmann, quien postuló que en la antigua Grecia se dio la belleza perfecta, generando un mito sobre la perfección de la belleza clásica que aún condiciona la percepción del arte hoy día.
La pintura neoclásica mantuvo un sello austero y equilibrado, influido por la escultura grecorromana o figuras como Rafael y Poussin. Destacó especialmente Jacques-Louis David, pintor «oficial» de la Revolución Francesa (Juramento de los Horacios,1784; La muerte de Marat, 1793; Napoleón cruzando los Alpes, 1800). Junto a él conviene recordar a: François Gérard, Antoine-Jean Gros, Pierre-Paul Prud'hon, Anne-Louis Girodet-Trioson, Jean Auguste Dominique Ingres, Joseph Wright of Derby, Johann Zoffany, Angelika Kauffmann, Anton Raphael Mengs, Joseph Anton Koch, Asmus Jacob Carstens, José de Madrazo, etc.

## Arte contemporáneo

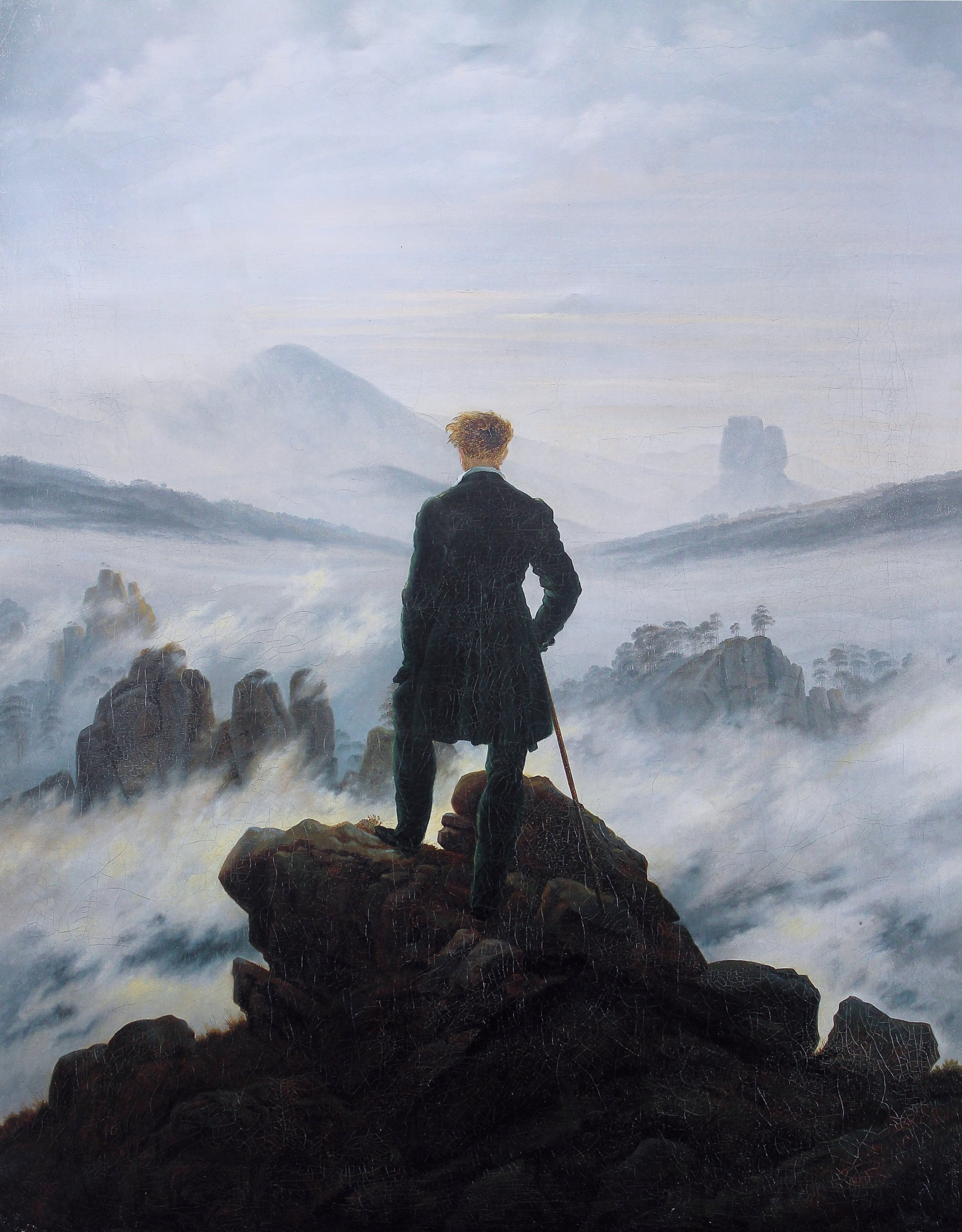
Viajero frente al mar de niebla (1818), de Caspar David Friedrich, Kunsthalle de Hamburgo.

### SigloXIX
Entre finales del siglo XVIII y principios del XIX se sentaron las bases de la sociedad contemporánea, marcada en el terreno político por el fin del absolutismo y la instauración de gobiernos democráticos —impulso iniciado con la Revolución Francesa—; y, en lo económico, por la Revolución Industrial y el afianzamiento del capitalismo, que tendrá respuesta en el marxismo y la lucha de clases. En el terreno del arte, comienza una dinámica evolutiva de estilos que se suceden cronológicamente cada vez con mayor celeridad, que culminará en el siglo XX con una atomización de estilos y corrientes que conviven y se contraponen, se influyen y se enfrentan. Surge el arte moderno como contraposición al arte académico, situándose el artista a la vanguardia de la evolución cultural de la humanidad.

#### Romanticismo

La Libertad guiando al pueblo (1830), de Eugène Delacroix, Museo del Louvre, París.

Movimiento de profunda renovación en todos los géneros artísticos, los románticos pusieron especial atención en el terreno de la espiritualidad, de la imaginación, la fantasía, el sentimiento, la evocación ensoñadora, el amor a la naturaleza, junto a un elemento más oscuro de irracionalidad, de atracción por el ocultismo, la locura, el sueño. Se valoró especialmente la cultura popular, lo exótico, el retorno a formas artísticas menospreciadas del pasado —especialmente las medievales—, y adquirió notoriedad el paisaje, que cobró protagonismo por sí solo. 
En pintura, después de una fase prerromántica donde podríamos citar a William Blake y Johann Heinrich Füssli, destacaron Hubert Robert, Eugène Delacroix, Théodore Géricault, Francesco Hayez, John Constable, Joseph Mallord William Turner, Caspar David Friedrich, Karl Friedrich Schinkel, Philipp Otto Runge, etc. Una derivación del romanticismo fue el movimiento alemán de los Nazarenos, inspirados en el Quattrocento italiano y en el Renacimiento alemán, principalmente Durero (Friedrich Overbeck, Peter Cornelius, Franz Pforr). En España destacaron Genaro Pérez Villaamil, Valeriano Domínguez Bécquer, Leonardo Alenza y Eugenio Lucas.

#### Realismo

El Ángelus (1857), de Jean-François Millet, Museo de Orsay, París.

Desde mediados de siglo XIX surgió una tendencia que puso énfasis en la realidad, la descripción del mundo circundante, especialmente de obreros y campesinos en el nuevo marco de la era industrial, con un cierto componente de denuncia social, ligado a movimientos políticos como el socialismo utópico. En pintura destacaron Camille Corot, Gustave Courbet, Jean-François Millet, Honoré Daumier, Adolph von Menzel, Hans Thoma, Ilya Repin y Mariano Fortuny. Ligado al realismo estuvieron dos escuelas paisajísticas: la francesa de Barbizon (Théodore Rousseau, Charles-François Daubigny, Narcisse-Virgile Díaz de la Peña), marcada por un sentimiento panteísta de la naturaleza; y la italiana de los Macchiaioli (Silvestro Lega, Giovanni Fattori, Telemaco Signorini), de corte antiacadémico, caracterizada por el uso de manchas (macchia en italiano, de ahí el nombre del grupo) de color y formas inacabadas, esbozadas. En Gran Bretaña surgió la escuela de los prerrafaelitas, que se inspiraban —como su nombre indica— en los pintores italianos anteriores a Rafael, así como en la recién surgida fotografía, destacando Dante Gabriel Rossetti, Edward Burne-Jones, John Everett Millais y Ford Madox Brown.

#### Impresionismo

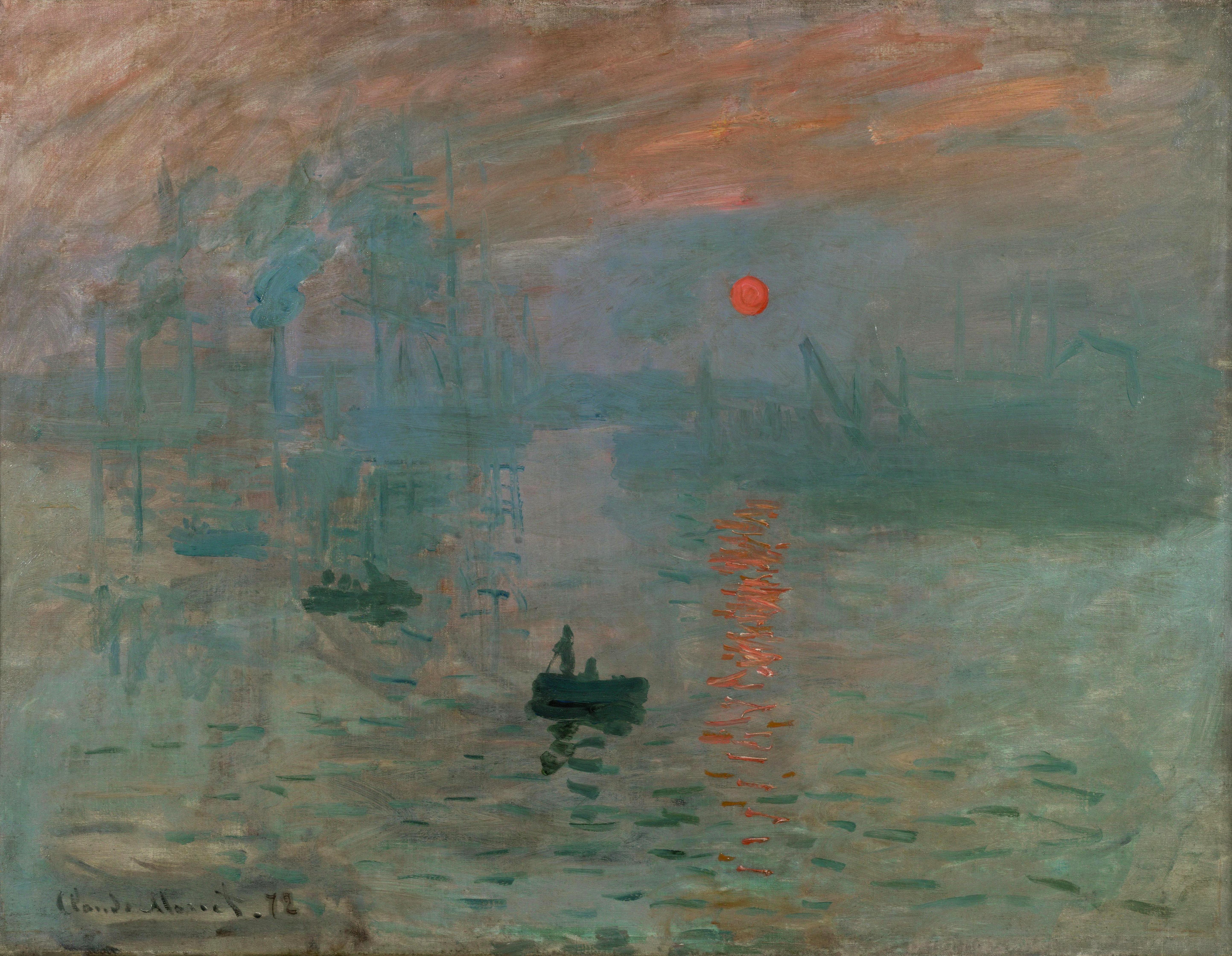
Impresión: sol naciente (1872–1873), de Claude Monet, Museo Marmottan Monet, París. Cuadro al que debe su nombre el movimiento.

- Impresionismo: fue un movimiento profundamente innovador, que supuso una ruptura con el arte académico y una transformación del lenguaje artístico, iniciando el camino hacia los movimientos de vanguardia. Los impresionistas se inspiraban en la naturaleza, de la que pretendían captar una «impresión» visual, la plasmación de un instante en el lienzo —por influjo de la fotografía—, con una técnica de pincelada suelta y tonos claros y luminosos, valorando especialmente la luz. Surgió una nueva temática, derivada de la nueva forma de observar el mundo: junto a los paisajes y marinas, aparecen vistas urbanas y nocturnas, interiores con luz artificial, escenas de cabaret, circo y music-hall, personajes de la bohemia, mendigos, marginados, etc. Cabe mencionar como principales representantes a Édouard Manet, Claude Monet, Camille Pissarro, Alfred Sisley, Pierre-Auguste Renoir y Edgar Degas.

- Neoimpresionismo: evolucionando desde el impresionismo, los neoimpresionistas se preocuparon más de los fenómenos ópticos, desarrollando la técnica del puntillismo, consistente en componer la obra mediante una serie de puntos de colores puros, que se colocan junto a otros de colores complementarios, fusionándose en la retina del espectador en un nuevo tono. Sus principales representantes fueron Georges Seurat y Paul Signac. Otra variante fue el divisionismo, surgido en Italia en ambientes de inconformismo social cercanos al anarquismo. Esta técnica se caracteriza por la proximidad de colores descompuestos, con largas pinceladas que, observadas a larga distancia, producen un efecto de composición. Este estilo fue practicado principalmente por Giovanni Segantini, Giuseppe Pellizza da Volpedo y Gaetano Previati, e influyó en el futurismo italiano.

- Postimpresionismo: fueron una serie de artistas que, partiendo de los nuevos hallazgos técnicos efectuados por los impresionistas, los reinterpretaron de manera personal, abriendo distintas vías de desarrollo de suma importancia para la evolución del arte en el siglo XX. Así, más que un determinado estilo, el postimpresionismo fue una forma de agrupar a diversos artistas de distinto signo: Henri de Toulouse-Lautrec, autor de escenas de circo y cabaret esbozadas con rápidos apuntes del natural; Paul Gauguin experimentó con la profundidad dando un nuevo valor al plano pictórico, con colores planos de carácter simbólico; Paul Cézanne estructuraba la composición en formas geométricas (cilindro, cono y esfera), en una síntesis analítica de la realidad precursora del cubismo; Vincent van Gogh fue autor de obras de fuerte dramatismo y prospección interior, con pinceladas sinuosas y densas, de intenso colorido, deformando la realidad, a la que otorgó un aire onírico. En España podemos reseñar a Joaquín Sorolla, autor de escenas populares donde destaca la utilización de la luz.[25]

#### Simbolismo

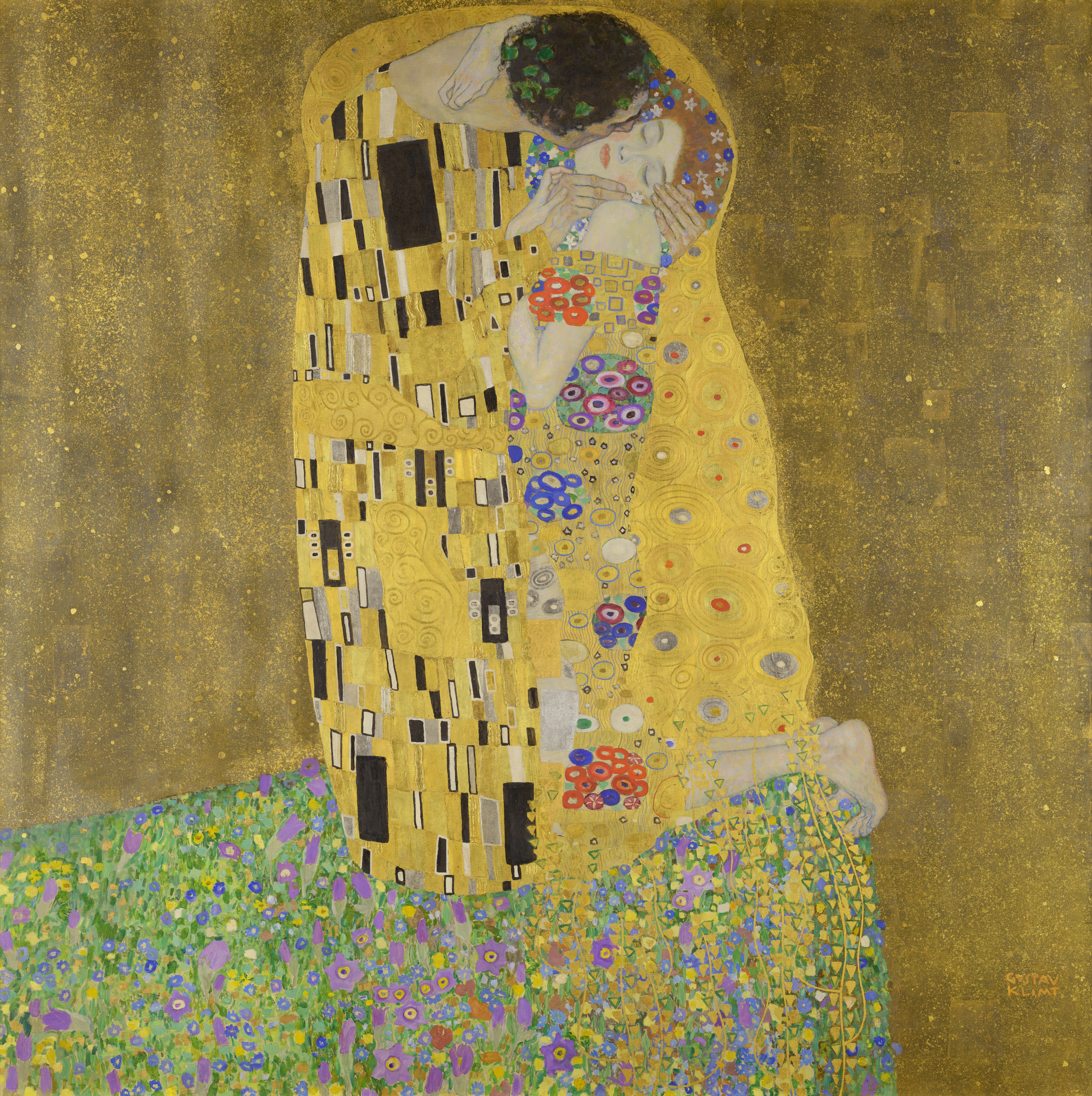
El beso (1908), de Gustav Klimt, Österreichische Galerie Belvedere (Viena).

Estilo de corte fantástico y onírico, surgió como reacción al naturalismo de la corriente realista e impresionista, poniendo especial énfasis en el mundo de los sueños, así como en aspectos satánicos y terroríficos, el sexo y la perversión. Una característica principal del simbolismo fue el esteticismo, reacción al utilitarismo imperante en la época y a la fealdad y materialismo de la era industrial. Frente a ello, el simbolismo otorgó al arte y a la belleza una autonomía propia, sintetizada en la fórmula de Théophile Gautier «el arte por el arte» (L'art pour l'art), llegando incluso a hablarse de «religión estética». La belleza se alejó de cualquier componente moral, convirtiéndose en el fin último del artista, que llega a vivir su propia vida como una obra de arte —como se puede apreciar en la figura del dandy—. Destacaron: Gustave Moreau, Odilon Redon, Pierre Puvis de Chavannes, James McNeill Whistler, Lawrence Alma-Tadema, Arnold Böcklin, Ferdinand Hodler y Gustav Klimt, así como el grupo de los Nabis (Maurice Denis, Paul Sérusier, Pierre Bonnard, Félix Vallotton. Ligado al simbolismo estuvo también el llamado arte naïf, cuyos autores eran autodidactas, con una composición algo ingenua y desestructurada, instintiva, con cierto primitivismo, aunque plenamente consciente y expresiva (Henri Rousseau, Séraphine Louis, Grandma Moses).

#### Modernismo

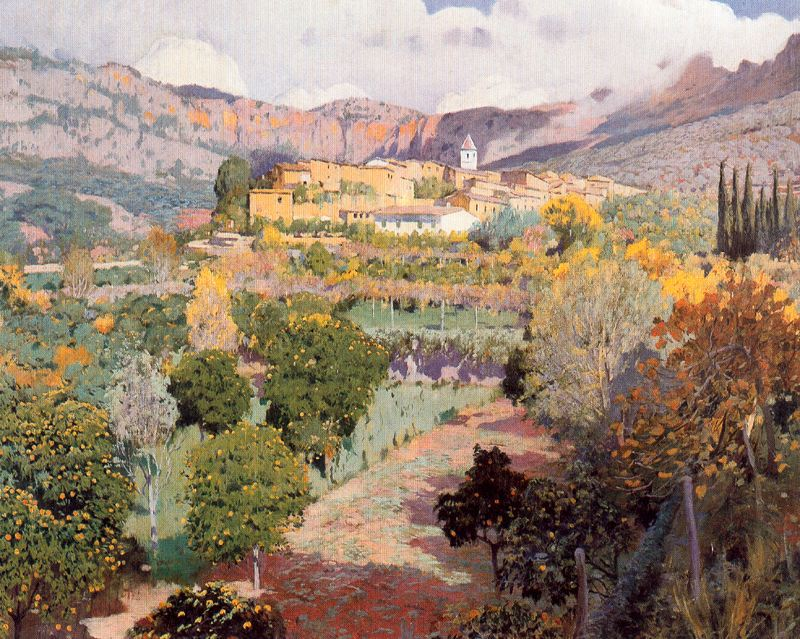
El valle de los naranjos, Biniaraix (Mallorca) (1901), de Santiago Rusiñol.

En paralelo a la arquitectura —la vertiente más destacada de este movimiento— el modernismo también se desarrolló en pintura, surgiendo una notable escuela en Cataluña, con artistas como Ramon Casas, Santiago Rusiñol, Alexandre de Riquer, Adrià Gual y Joan Llimona, mientras que en un llamado «posmodernismo» —no confundir con el arte postmoderno, aplicado a las últimas tendencias artísticas del siglo XX y principios del XXI— se encuentran nombres como Isidre Nonell y Joaquim Mir. En el resto de Europa, la pintura modernista estuvo muy ligada al mundo del diseño y la ilustración, especialmente al cartelismo, nuevo género artístico a caballo entre la pintura y las artes gráficas, ya que se basaba en un diseño realizado por un pintor o ilustrador, para ser luego reproducido en serie. Destacaron artistas como Alfons Mucha, Aubrey Beardsley, Jan Toorop, Fernand Khnopff, etc.

### SigloXX

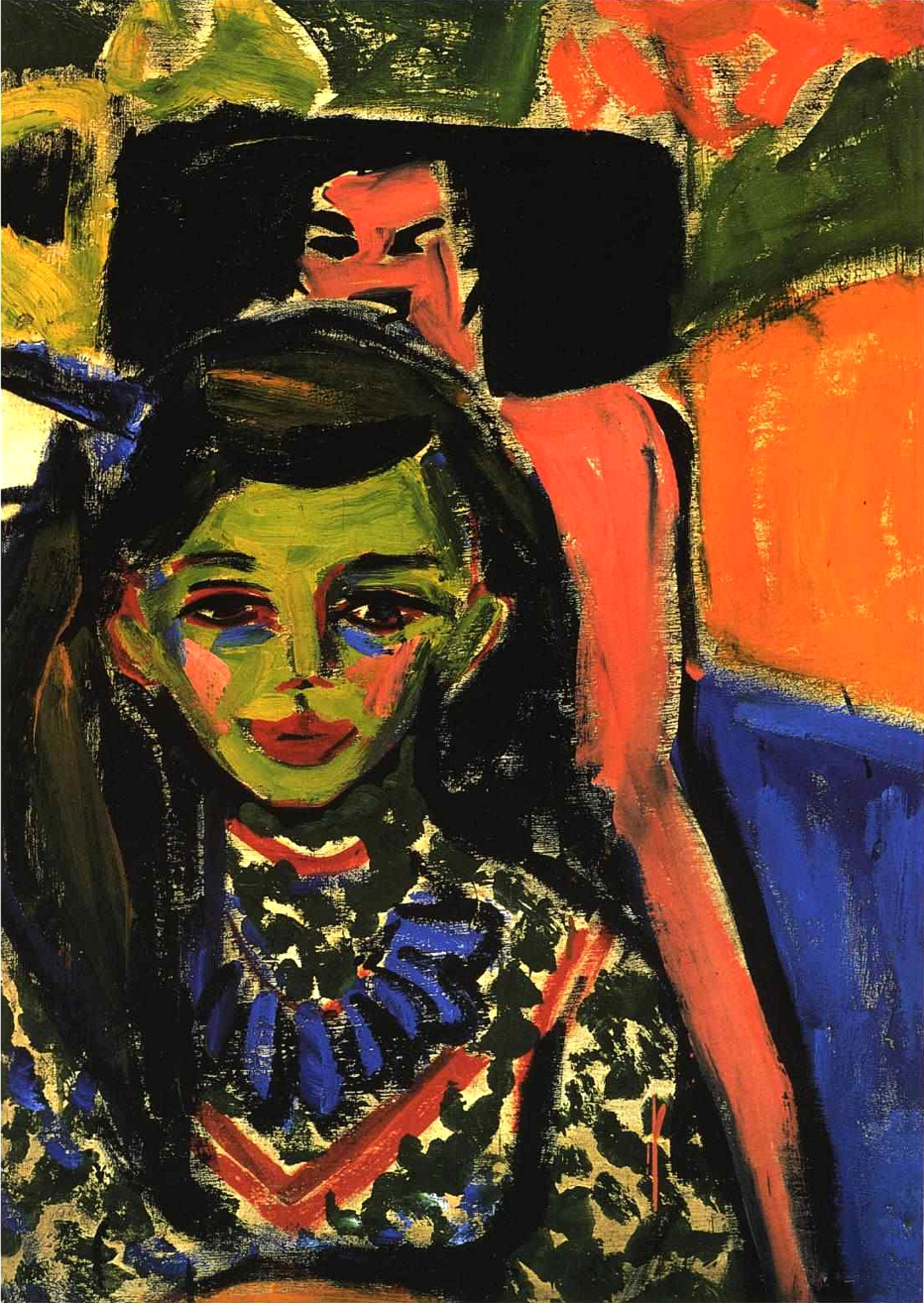
Fränzi ante una silla tallada (1910), de Ernst Ludwig Kirchner, Museo Thyssen-Bornemisza, Madrid.

El arte del siglo XX padeció una profunda transformación: en una sociedad más materialista, más consumista, el arte se dirige a los sentidos, no al intelecto. Surgieron así los movimientos de vanguardia, que pretendían integrar el arte en la sociedad, buscando una mayor interrelación artista-espectador, ya que es este último el que interpreta la obra, pudiendo descubrir significados que el artista ni conocía.

#### Vanguardismo
En los primeros años del siglo XX se forjaron las bases del llamado arte de vanguardia: el concepto de realidad fue cuestionado por las nuevas teorías científicas (la subjetividad del tiempo de Bergson, la relatividad de Einstein, la mecánica cuántica); también influyó la teoría del psicoanálisis de Freud. Por otra parte, las nuevas tecnologías provocaron que el arte cambiase de función, ya que la fotografía y el cine ya se encargaban de plasmar la realidad. Gracias a las colecciones etnográficas fomentadas por el colonialismo europeo los artistas tuvieron contacto con el arte de otras civilizaciones (africano, asiático, oceánico), que aportó una visión más subjetiva y emotiva del arte. Todos estos factores comportaron un cambio de sensibilidad que se tradujo en la búsqueda de nuevas formas de expresión por parte del artista.
- Fovismo (1905-1908): primer movimiento vanguardista del siglo XX, el fovismo supuso una experimentación en el terreno del color, que era concebido de modo subjetivo y personal, aplicándole valores emotivos y expresivos, independientes respecto a la naturaleza. Destacan Henri Matisse, Albert Marquet, Raoul Dufy, André Derain, Maurice de Vlaminck y Kees van Dongen.

- Expresionismo (1905-1923): surgido como reacción al impresionismo, los expresionistas defendían un arte más personal e intuitivo, donde predominase la visión interior del artista —la «expresión»— frente a la plasmación de la realidad —la «impresión»—, reflejando en sus obras una temática personal e intimista con gusto por lo fantástico, deformando la realidad para acentuar el carácter expresivo de la obra. Con precedentes en las figuras de Edvard Munch y James Ensor, se formó principalmente en torno a dos grupos: Die Brücke (Ernst Ludwig Kirchner, Erich Heckel, Karl Schmidt-Rottluff, Emil Nolde), y Der Blaue Reiter (Vasili Kandinski, Franz Marc, August Macke, Paul Klee). Otros exponentes fueron el Grupo de Viena (Egon Schiele, Oskar Kokoschka) y la Escuela de París (Amedeo Modigliani, Marc Chagall, Georges Rouault, Chaïm Soutine). Figuras individuales serían: José Gutiérrez Solana, Constant Permeke, Cândido Portinari, Oswaldo Guayasamín, etc. También se suele considerar como una derivación del expresionismo el grupo Nueva Objetividad (George Grosz, Otto Dix, Max Beckmann). En México tuvo su expresión en el muralismo de José Clemente Orozco, Diego Rivera, David Alfaro Siqueiros y Rufino Tamayo, e influyó en la obra de Frida Kahlo.

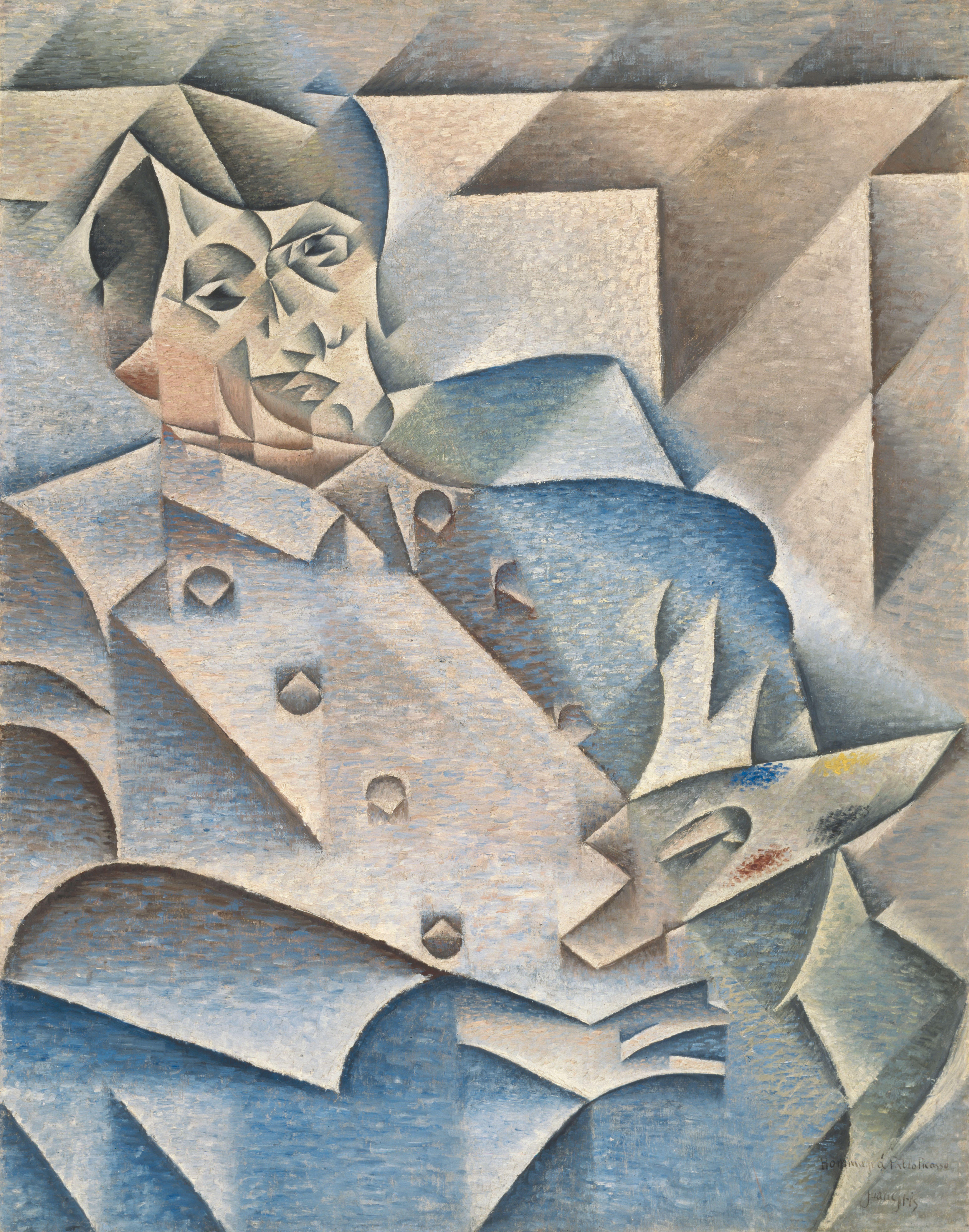
Retrato de Picasso (1912), de Juan Gris, Instituto de Arte de Chicago.

- Cubismo (1907-1914): este movimiento se basó en la deformación de la realidad mediante la destrucción de la perspectiva espacial de origen renacentista, organizando el espacio sobre la base de una trama geométrica, con visión simultánea de los objetos, una gama de colores fríos y apagados, y una nueva concepción de la obra de arte, con la introducción del collage. La figura principal de este movimiento fue Pablo Picasso, uno de los grandes genios del siglo XX, junto a Georges Braque, Juan Gris y Fernand Léger. Una derivación del cubismo fue el orfismo de Robert Delaunay, así como el rayonismo ruso, síntesis de cubisno, futurismo y orfismo (Mijaíl Larionov, Natalia Goncharova). Igualmente, el purismo fue un movimiento poscubista (Amédée Ozenfant, Le Corbusier).

- Futurismo (1909-1930): movimiento italiano que exaltó los valores del progreso técnico e industrial del siglo XX, destacando aspectos de la realidad como el movimiento, la velocidad y la simultaneidad de la acción. El futurismo aspiraba a transformar el mundo, a cambiar la vida, mostrando un concepto idealista y algo utópico del arte como motor de la sociedad. Destacan Giacomo Balla, Gino Severini y Umberto Boccioni.[28]

- Arte abstracto (1910-1932): cuestionado el concepto de realidad por las nuevas teorías científicas, y con el surgimiento de nuevas tecnologías como la fotografía y el cine, que ya se encargaban de plasmar la realidad, se produjo la génesis del arte abstracto: el artista ya no intenta reflejar la realidad, sino su mundo interior, expresar sus sentimientos. El arte pierde todo aspecto real y de imitación de la naturaleza para centrarse en la simple expresividad del artista, en formas y colores que carecen de cualquier componente referencial. Iniciado por Vasili Kandinski, fue desarrollado por el movimiento neoplasticista (De Stijl), con figuras como Piet Mondrian y Theo Van Doesburg.

- Constructivismo (1914-1930): surgido en la Rusia revolucionaria, fue un estilo comprometido políticamente que pretendía a través del arte realizar una transformación de la sociedad, mediante una reflexión sobre las formas puras artísticas concebidas desde aspectos como el espacio y el tiempo, que generan una serie de obras de estilo abstracto, con tendencia a la geometrización. Destacan Vladimir Tatlin, Lissitzky, Anton Pevsner y Naum Gabo. Una variante fue el suprematismo de Kasimir Malevich.

- Dadaísmo (1916-1922): movimiento de reacción a los desastres de la guerra, el dadaísmo supuso un planteamiento radical del concepto de arte, que pierde cualquier componente basado en la lógica y la razón, reivindicando la duda, el azar, lo absurdo de la existencia. Esto se traduce en un lenguaje subversivo, donde se cuestionan tanto las temáticas como las técnicas tradicionales del arte, experimentando con nuevos materiales y nuevas formas de composición, como el collage, el fotomontaje y los ready-made. Destacan Hans Arp, Francis Picabia, Kurt Schwitters y Marcel Duchamp.

- Surrealismo (1924-1955): con un claro precedente en la pintura metafísica (Giorgio de Chirico, Carlo Carrà), el surrealismo puso especial énfasis en la imaginación, la fantasía, el mundo de los sueños, con una fuerte influencia del psicoanálisis. La pintura surrealista se movió entre la figuración (Salvador Dalí, Paul Delvaux, René Magritte, Max Ernst) y la abstracción (Joan Miró, André Masson, Yves Tanguy).[29]

#### Últimas tendencias
Desde la Segunda Guerra Mundial el arte ha experimentado una vertiginosa dinámica evolutiva, con estilos y movimientos que se suceden cada vez más rápido en el tiempo. El proyecto moderno originado con las vanguardias históricas llegó a su culminación con diversos estilos antimatéricos que destacaban el origen intelectual del arte sobre su realización material, como el arte de acción y el arte conceptual. Alcanzado ese nivel de prospección analítica del arte, se produjo el efecto inverso —como suele ser habitual en la historia del arte, donde los diversos estilos se enfrentan y se contraponen, el rigor de unos sucede al exceso de otros, y viceversa—, retornando a las formas clásicas del arte, aceptando su componente material y estético, y renunciando a su carácter revolucionario y transformador de la sociedad. Surgió así el arte postmoderno, donde el artista transita sin pudor entre diversas técnicas y estilos, sin carácter reivindicativo, volviendo al trabajo artesanal como esencia del artista.
- Informalismo (1945-1960): conjunto de tendencias basadas en la expresividad del artista, renunciando a cualquier aspecto racional del arte (estructura, composición, aplicación preconcebida del color). Es un arte eminentemente abstracto, donde cobra relevancia el soporte material de la obra, que asume el protagonismo por encima de cualquier temática o composición. Incluye diversas corrientes como el tachismo, el art brut y la pintura matérica. Destacan Georges Mathieu, Hans Hartung, Jean Fautrier, Jean Dubuffet, Lucio Fontana, etc. En España surgieron los grupos El Paso (Antonio Saura, Manolo Millares) y Dau al set (Antoni Tàpies, Modest Cuixart). En Estados Unidos se desarrolló el expresionismo abstracto —también llamado action painting—, caracterizado por la utilización de la técnica del dripping, el chorreado de pintura sobre la tela, sobre la que intervenía el artista con diversos utensilios o con su propio cuerpo. Entre sus miembros figuran Jackson Pollock, Mark Rothko, Franz Kline y Willem de Kooning.[31]

- Nueva figuración (1945-1960): como reacción a la abstracción informalista surgió un movimiento que recuperó la figuración, con cierta influencia expresionista y con total libertad de composición. Aunque se basaban en la figuración no quiere decir que esta fuese realista, sino que podía ser deformada o esquematizada a gusto del artista. En la génesis de este estilo tuvo decisiva influencia la filosofía existencialista y su visión pesimista del ser humano, y entroncaron con el movimiento beat y los angry young men. Entre sus figuras se puede mencionar a Francis Bacon, Lucian Freud, Bernard Buffet, Nicolas de Staël y los miembros del grupo CoBrA (Karel Appel, Asger Jorn, Corneille y Pierre Alechinsky).

- Arte cinético (desde 1950): también llamado op-art (arte óptico), es un estilo que pone énfasis en el aspecto visual del arte, especialmente en los efectos ópticos, que son producidos bien por ilusiones ópticas (figuras ambiguas, imágenes persistentes, efecto de moiré), bien mediante el movimiento o los juegos de luces. Es un arte abstracto pero racional, compositivo, al contrario que el informalismo. Destacan Victor Vasarely, Bridget Riley, Jesús Rafael Soto, Yaacov Agam, Julio Le Parc, Eusebio Sempere, etc.[32]

- Pop-art (1955-1970): surgió en Estados Unidos como movimiento de rechazo al expresionismo abstracto, englobando una serie de autores que retornaron a la figuración, con un marcado componente de inspiración popular, tomando imágenes del mundo de la publicidad, la fotografía, el cómic y los medios de comunicación de masas. Con un precedente en el llamado New Dada (Robert Rauschenberg, Jasper Johns), destacaron en el pop-art Andy Warhol, Roy Lichtenstein, Tom Wesselmann, James Rosenquist, Eduardo Paolozzi y Richard Hamilton.[33]

- Nuevo realismo (1958-1970): movimiento francés inspirado en el mundo de la realidad circundante, del consumismo y la sociedad industrial, del que extraen —al contrario que en el pop-art— su aspecto más desagradable, con especial predilección por los materiales detríticos. Sus representantes fueron Yves Klein, Piero Manzoni, Martial Raysse, Niki de Saint Phalle, etc.[34]

- Minimalismo (1963-1980): con un antecedente en la Nueva abstracción o Abstracción postpictórica (Barnett Newman, Frank Stella, Ellsworth Kelly, Kenneth Noland) el minimalismo fue una corriente que supuso un proceso de desmaterialización que desembocaría en el arte conceptual. Son obras de carácter abstracto, de acusada simplicidad, reducidas a un mínimo motivo, depurado al planteamiento inicial del autor, la base sobre la que habría desarrollado la idea que, sin embargo, queda plasmada en su fase inicial. Destacan Robert Mangold y Robert Ryman.[35]

- Hiperrealismo (desde 1965): como reacción al minimalismo surgió esta nueva corriente figurativa, caracterizada por su visión superlativa y exagerada de la realidad, que es plasmada con gran exactitud en todos sus detalles, con un aspecto casi fotográfico. Destacan Chuck Close, Richard Estes, Don Eddy, John Salt, Ralph Goings y Antonio López García.[36]

- Arte postmoderno (desde 1975): por oposición al denominado arte moderno, es el arte propio de la postmodernidad. Asumen el fracaso de los movimientos de vanguardia como el fracaso del proyecto moderno: las vanguardias pretendían eliminar la distancia entre el arte y la vida, universalizar el arte; el artista postmoderno, en cambio, es autorreferencial, el arte habla del arte, no pretenden hacer una labor social. Destacan artistas individuales como Jeff Koons, David Salle, Jean-Michel Basquiat, Keith Haring, Julian Schnabel, Eric Fischl, Miquel Barceló, etc.; o también diversos movimientos como la transvanguardia italiana (Sandro Chia, Francesco Clemente, Enzo Cucchi, Nicola De Maria, Mimmo Paladino), el neoexpresionismo alemán (Anselm Kiefer, Georg Baselitz, Jörg Immendorff, Markus Lüpertz, Sigmar Polke), el neomanierismo, la figuración libre, etc.[37]

## Arte no occidental

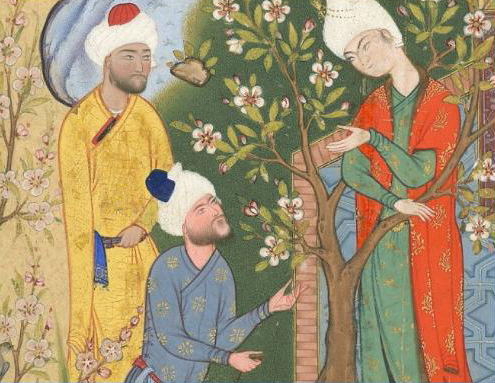
Joven y pretendientes, Mashhad (Irán), 1556-1565.

### Arte islámico
Con la Hégira de Mahoma en 622 surgió una nueva religión, el islamismo, que tuvo una rápida difusión desde el Próximo Oriente por el norte de África, llegando a Europa con la conquista de la península ibérica y con la zona de los Balcanes tras la caída del Imperio Bizantino. Su principal medio de expresión fue la arquitectura, pues la prohibición religiosa de representar imágenes figurativas supuso una seria traba para la pintura y escultura, que era únicamente de tipo ornamental, con motivos abstractos o geométricos.
Así, la pintura islámica se ha utilizado sobre todo como elemento decorativo en las edificaciones, normalmente a través de la escritura (decoración caligráfica mediante versículos del Corán), dibujos geométricos o vegetales y, más raramente, mediante la representación figurativa de personas y animales. La actividad pictórica se vio así reducida a los arabescos, principalmente abstractos, con configuraciones geométricas o pautas florales o vegetales, generalmente en azulejos en las mezquitas. También se desarrolló la iluminación en libros sagrados y profanos, destacando la escuela de Bagdad y la miniatura persa.
Dentro de la pintura mural destacan, en un primer momento, las pinturas de los palacios sirios, como el de Qusair Amra, en el que se narra la historia del rey visigodo don Rodrigo, y contiene escenas íntimas del baño de las mujeres. En el Egipto fatimí (909-1171) se constata la existencia de una rica iconografía, con representaciones animales y humanas, siendo palpable la influencia técnica y estilística de las culturas de la cuenca mediterránea, sobre todo Bizancio. En España, hay pinturas genuinamente islámicas en la Alhambra de Granada, aunque las que pueden verse en la Sala de los Reyes son realizadas por artistas cristianos, siendo más propias del arte occidental que del islámico.

### India

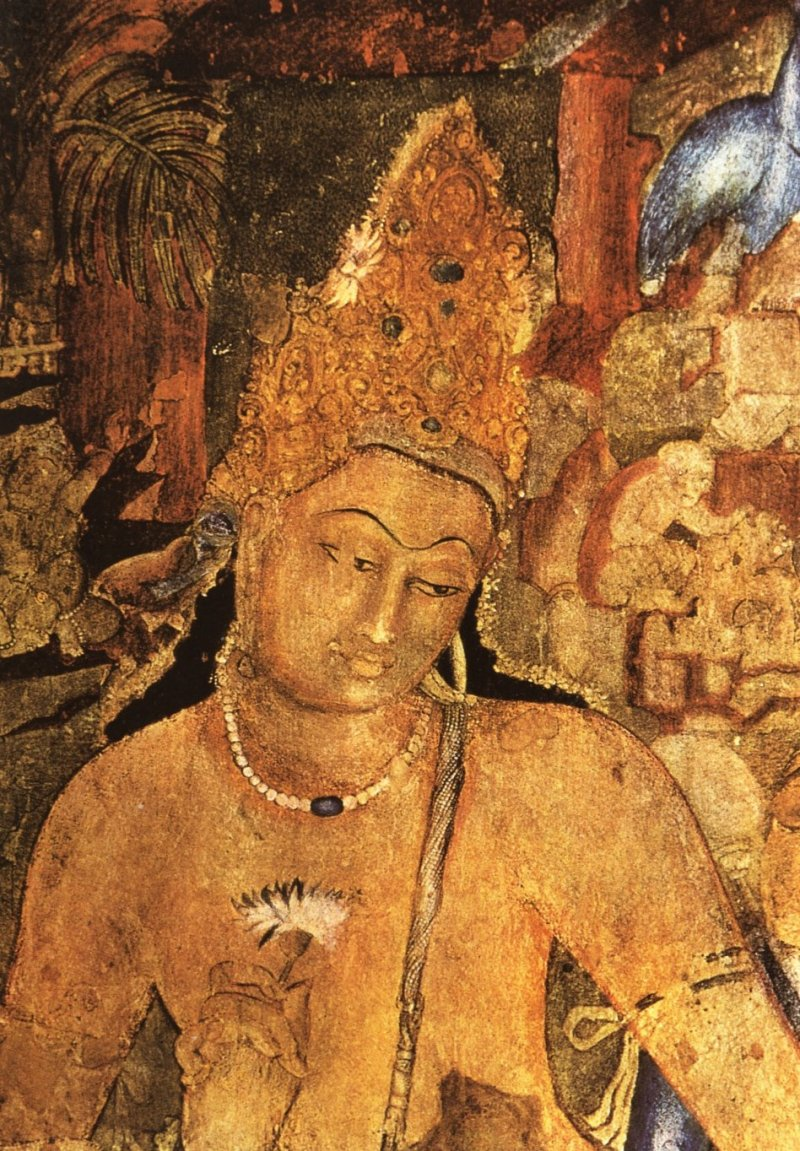
Bodhisattva del loto azul (hacia 550), vihāra n.º 1 de Ajaṇṭā (Mahārāṣtra).

El arte indio tiene un carácter principalmente religioso, sirviendo como vehículo de transmisión de las distintas religiones que han jalonado la India: hinduismo, budismo, islamismo, cristianismo, etc. También hay que destacar como rasgo distintivo del arte indio su afán de integración con la naturaleza, como adaptación al orden universal, teniendo en cuenta que la mayor parte de elementos naturales (montañas, ríos, árboles) tienen para los indios un carácter sagrado.
La pintura ha tenido en la India menos representación que la arquitectura o la escultura, pero ha estado presente en diversos periodos históricos: de época prehistórica destacan los abrigos rupestres de Bhimbetka (Bhopāl), donde se ha encontrado un conjunto de más de mil cuevas con pinturas rupestres (7000 a. C.). De época gupta (siglos IV-VIII) destaca el templo de Ajaṇṭā, con un conjunto de treinta cuevas excavadas en la roca, de las que dieciséis están decoradas con magníficas pinturas murales sobre la vida de Buda y los cuentos populares budistas jataka, aunque también hay escenas cotidianas y de la naturaleza.
De época islámica (siglos XIII-XVIII) destacó la pintura mogol, desarrollada preferentemente en miniatura, en libros lujosamente decorados, generalmente de temática histórica, biográfica y cortesana, destacando artistas como Basawan, Abu'l Hasan, Sahifa Banu y Sewa. También destacó la pintura rajputa, generalmente en miniatura, género que adoptaron del arte islámico, con dos principales escuelas: la rājasthāni, desarrollada en regiones como Mewar, Mālwa, Bundi, Jaipur y Kishangarh; y la pahari, surgida en el siglo XVIII en el Panyab, en pequeños reinos como Guler y Kangra.
En época colonial (siglos XVIII-XX) surgió un estilo denominado «arte de la Compañía» (por la Compañía Británica de las Indias Orientales), caracterizado por la técnica occidental aplicada a representaciones de diversos elementos de la cultura hindú; paralelamente, nació un estilo conocido como kalighat pat, desarrollado en Calcuta, que mezclaba el arte popular indio con el realismo del arte occidental.

### China

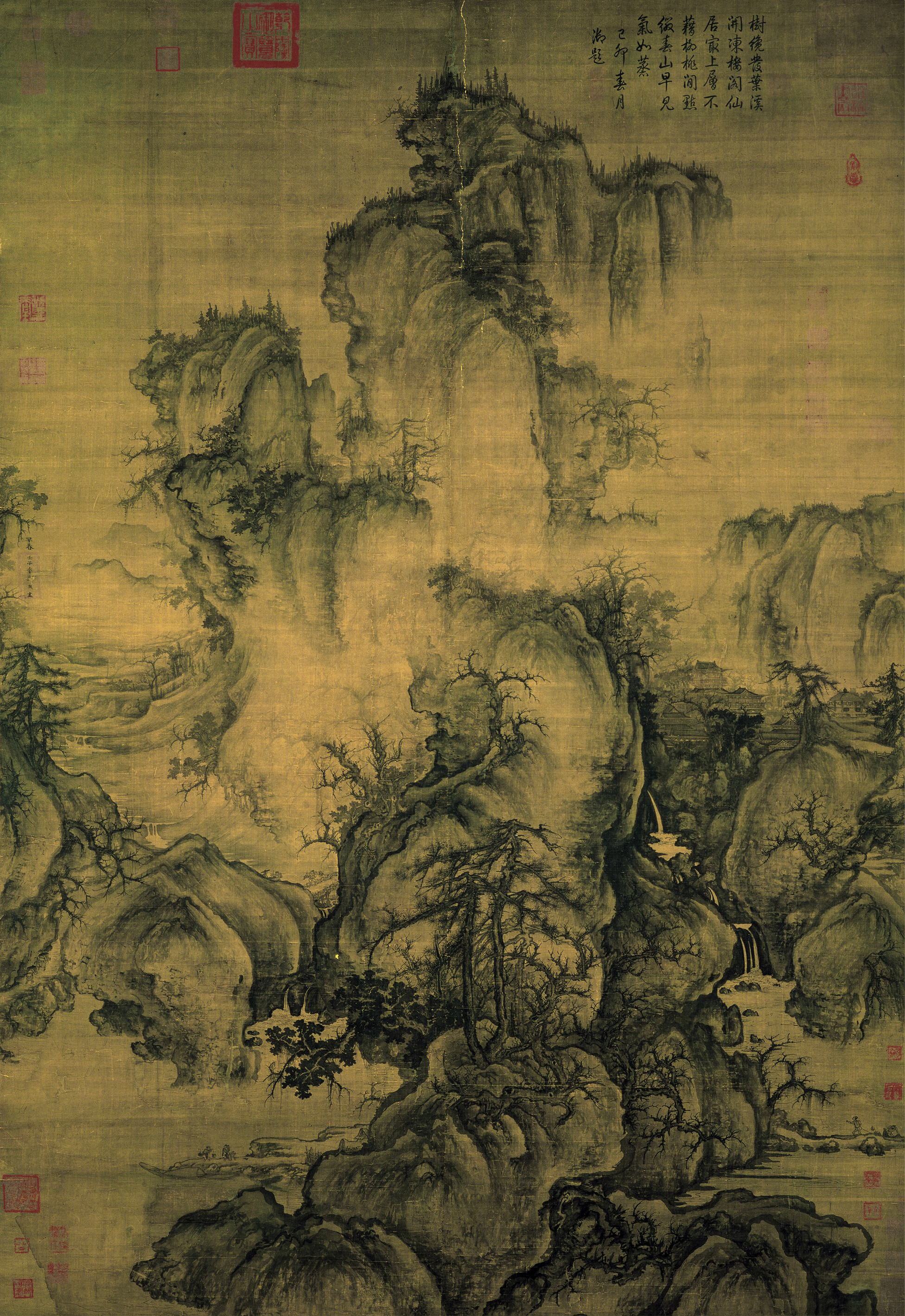
Primavera reciente (1072), de Guo Xi, Museo Nacional del Palacio, Taipéi.

El arte chino ha tenido una evolución más uniforme que el occidental, con un trasfondo cultural y estético común a las sucesivas etapas artísticas, marcadas por sus dinastías reinantes. Como la mayoría del arte oriental tiene una importante carga religiosa (principalmente taoísmo, confucianismo y budismo) y de comunión con la naturaleza.
- Dinastía Han (206 a. C.-220 d. C.): época de paz y prosperidad, se introdujo el budismo, que tuvo una implantación lenta pero progresiva. Destacó por sus capillas funerarias, con estatuas aladas de leones, tigres y caballos. La pintura se centró en temas de la corte imperial, nobles y funcionarios, con un sentido confucianista de la solemnidad y la virtud moral.

- Periodo de las Seis dinastías (220-618): se difundió más ampliamente el budismo, y gracias a la ruta de la seda se recibieron diversas influencias procedentes del oeste asiático. En pintura se formularon los seis principios, enunciados por Xie He a principios del siglo VI, y comenzó la caligrafía artística con la figura legendaria de Wang Xianzhi.[42]

- Dinastía Tang (618-907): este fue uno de los periodos más florecientes del arte chino. En pintura apareció el paisaje, género inicialmente de signo elitista, destinado a reducidos círculos culturales. Desafortunadamente, los paisajes Tang no han llegado hasta nuestros días, y sólo se conocen por copias, como Templo budista en las colinas después de la lluvia, de Li Cheng (siglo X).

- Dinastía Song (960-1279): época de gran florecimiento de las artes, se alcanzó un nivel de elevada cultura que sería recordado con gran admiración en posteriores etapas. Continuó el paisaje, con dos estilos: el septentrional, de dibujo preciso y colores nítidos, con figuras de monjes o filósofos, flores e insectos; y el meridional, de pinceladas rápidas, colores ligeros y diluidos, con especial representación de paisajes nublados.

- Dinastía Yuan (1280-1368): dinastía de origen mongol (su primer emperador fue Kublai, nieto de Gengis Khan), China se abrió más hacia Occidente, como queda patente en el famoso viaje de Marco Polo. En pintura proliferaron los temas religiosos, especialmente los taoístas y budistas, destacando las pinturas murales del templo de Yonglegong (Shanxi), y artistas como Huang Gongwang, Wang Meng y Ni Zan.[43]

- Dinastía Ming (1368-1644): supuso la restauración de una dinastía autóctona tras el periodo mongol, retornando a las antiguas tradiciones chinas. La pintura de esta época era tradicional, de signo naturalista y cierta opulencia, como en la obra de Lü Ji, Shen Zhou, Wen Zhengming, etc.

- Dinastía Qing (1644-1911): dinastía de origen manchú, en el arte supuso la continuidad de las formas tradicionales. La pintura era bastante ecléctica, dedicada a temas florales (Yun Shouping), religiosos (Wu Li), paisajes (Gai Qi), etc.[44]

### Japón

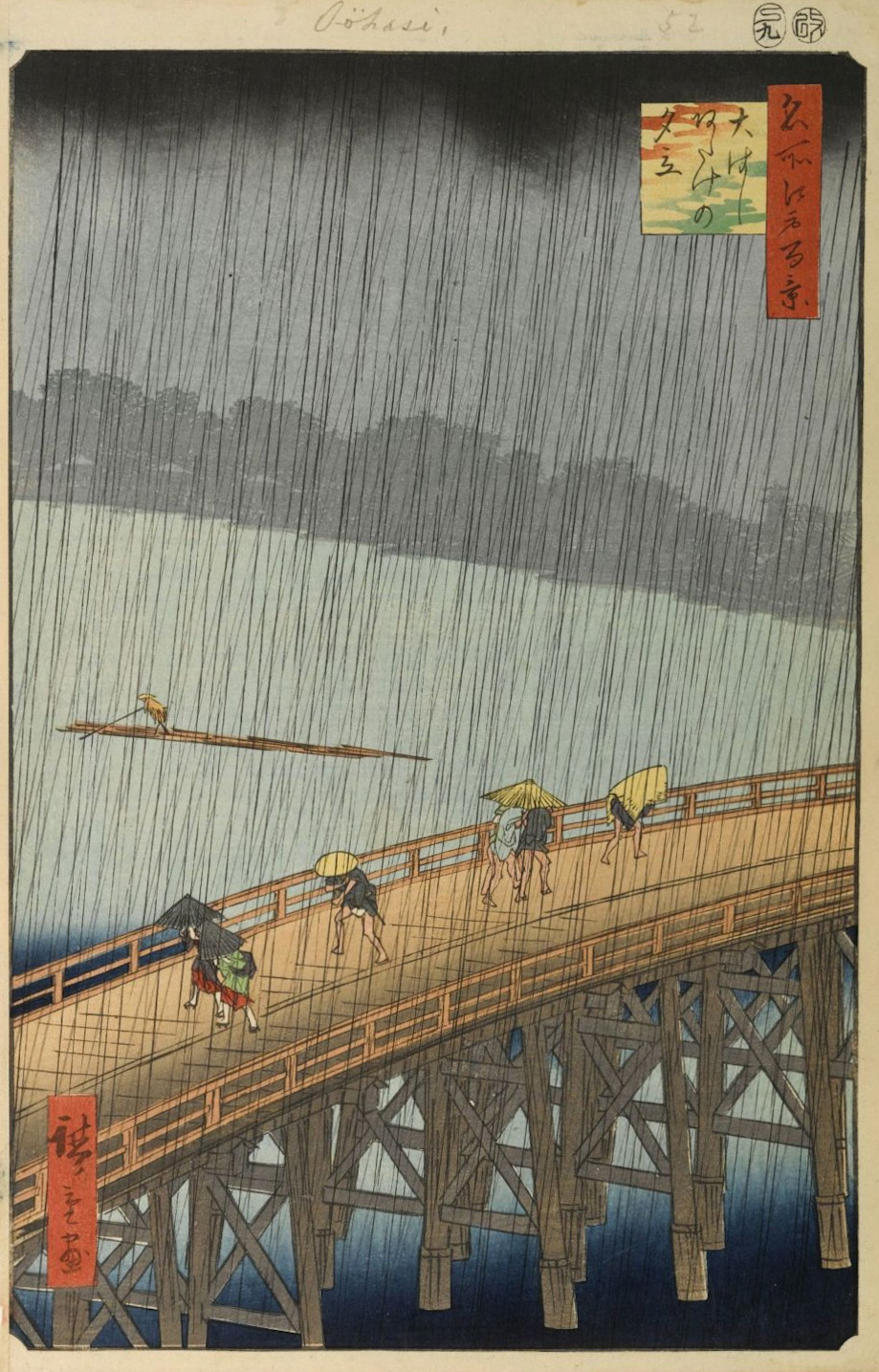
El puente Ōhashi en Atake bajo una lluvia repentina (1857), de Utagawa Hiroshige, Brooklyn Museum of Art, Nueva York.

El arte japonés ha estado marcado por su insularidad, aunque a intervalos ha ido recibiendo la influencia de las civilizaciones continentales, sobre todo de China y Corea. Gran parte del arte producido en Japón ha sido de tipo religioso: a la religión sintoísta, la más típicamente japonesa, formada alrededor del siglo I, se añadió el budismo en torno al siglo V, forjando un sincretismo religioso que aún hoy perdura.
- Período Kofun (200-600): en este período encontramos las primeras muestras de pintura, como en el enterramiento real de Ōtsuka y las tumbas en forma de dolmen de Kyūshū (siglos V-VI), decoradas con escenas de caza, guerra, caballos, pájaros y barcos, o bien con espirales y círculos concéntricos.

- Período Asuka (552-646): la llegada del budismo produjo en Japón un gran impacto a nivel artístico y estético, con fuerte influencia del arte chino. La pintura seguía los patrones chinos, en tinta o pigmentos minerales sobre seda o papel, en rollos de pergamino o colgando de la pared. Denota un gran sentido del dibujo, con obras de gran originalidad, como el relicario de Tamamushi (Hōryū-ji).

- Período Nara (646-794): en esta época tuvo su apogeo el arte budista, continuando con gran intensidad la influencia china. La pintura está representada por la decoración mural de Hōryū-ji (finales del siglo VII) y por kakemonos y makimonos, historias pintadas en un largo rollo de papel o seda, con textos relatando las diversas escenas o sutras. A mediados del período se puso de moda el estilo pictórico de la dinastía Tang, como se vislumbra en los murales de la tumba Takamatsuzuka, de alrededor del año 700.

- Período Heian (794-1185): la iconografía budista tuvo un nuevo desarrollo con la importación de dos nuevas sectas del continente: Tendai y Shingon. En pintura, la aparición de la escuela de yamato-e («pintura japonesa») supuso la independencia de la pintura japonesa de la influencia china. Se caracteriza por su armonía y su concepción diáfana y luminosa, con colores vivos y brillantes, líneas simples y decoración geométrica. Las obras principales se encuentran en los monasterios budistas (Byōdō-in, Kongōbu-ji), y en los rollos manuscritos emaki, como la Historia de Genji. Pese a ello, la influencia china (pintura kara-e) continuó en edificios públicos y oficiales, ya que estaba ligada al prestigio funcionarial.

- Período Kamakura (1185-1333): en esta época se introdujo en Japón la secta zen, que influyó poderosamente en el arte figurativo. La pintura se caracterizó por un mayor realismo y por su introspección psicológica, desarrollándose principalmente el retratismo y el paisajismo. Continuó el estilo yamato-e y la pintura narrativa en rollos, algunos de hasta 9 metros de longitud. La pintura relacionada con la secta zen era de influencia más directamente china, trazada en sencillas líneas de tinta china siguiendo la máxima zen de que «demasiados colores ciegan la visión».

- Período Muromachi (1333-1573): en este período floreció notablemente la pintura, enmarcada dentro de la estética zen. Predominó la técnica de la aguada (sumi-e), perfecta transcripción de la doctrina zen, que pretendía reflejar en los paisajes lo que significan, más que lo que representan, destacando Sesshū Tōyō, autor de retratos y paisajes. Cabe mencionar también la Escuela Kanō, fundada por Kanō Masanobu, que aplicó la técnica de la aguada a temas tradicionales.[45]

- Período Momoyama (1573-1615): el arte de esta época se alejó de la estética budista, remarcando los valores tradicionales japoneses, aunque durante este período se recibieron las primeras influencias de Occidente. En pintura, la escuela Kanō recibió la mayoría de encargos oficiales, desarrollando la pintura mural de los principales castillos japoneses (Kanō Eitoku, Kanō Sanraku). Continuó el estilo yamato-e principalmente entre la clase burguesa, representada por la escuela Tosa, que continuó la tradición épica japonesa de escenas históricas y paisajes, destacando las figuras de Tosa Mitsuyoshi y Tosa Mitsunori.

- Período Edo (1615-1868): este período artístico se corresponde con el histórico de Tokugawa, en el que Japón se cerró a todo contacto exterior. Se desarrolló notablemente la pintura, que adquirió gran vitalidad, destacando Maruyama Ōkyo, Tawaraya Sōtatsu y Ōgata Kōrin, así como el género ukiyo-e («estampas del mundo flotante»), desarrollada alrededor de la técnica del grabado —principalmente xilografía—, que destacó por la representación de tipos y escenas populares (Hishikawa Moronobu, Kitagawa Utamaro, Katsushika Hokusai, Utagawa Hiroshige).[46]

### América

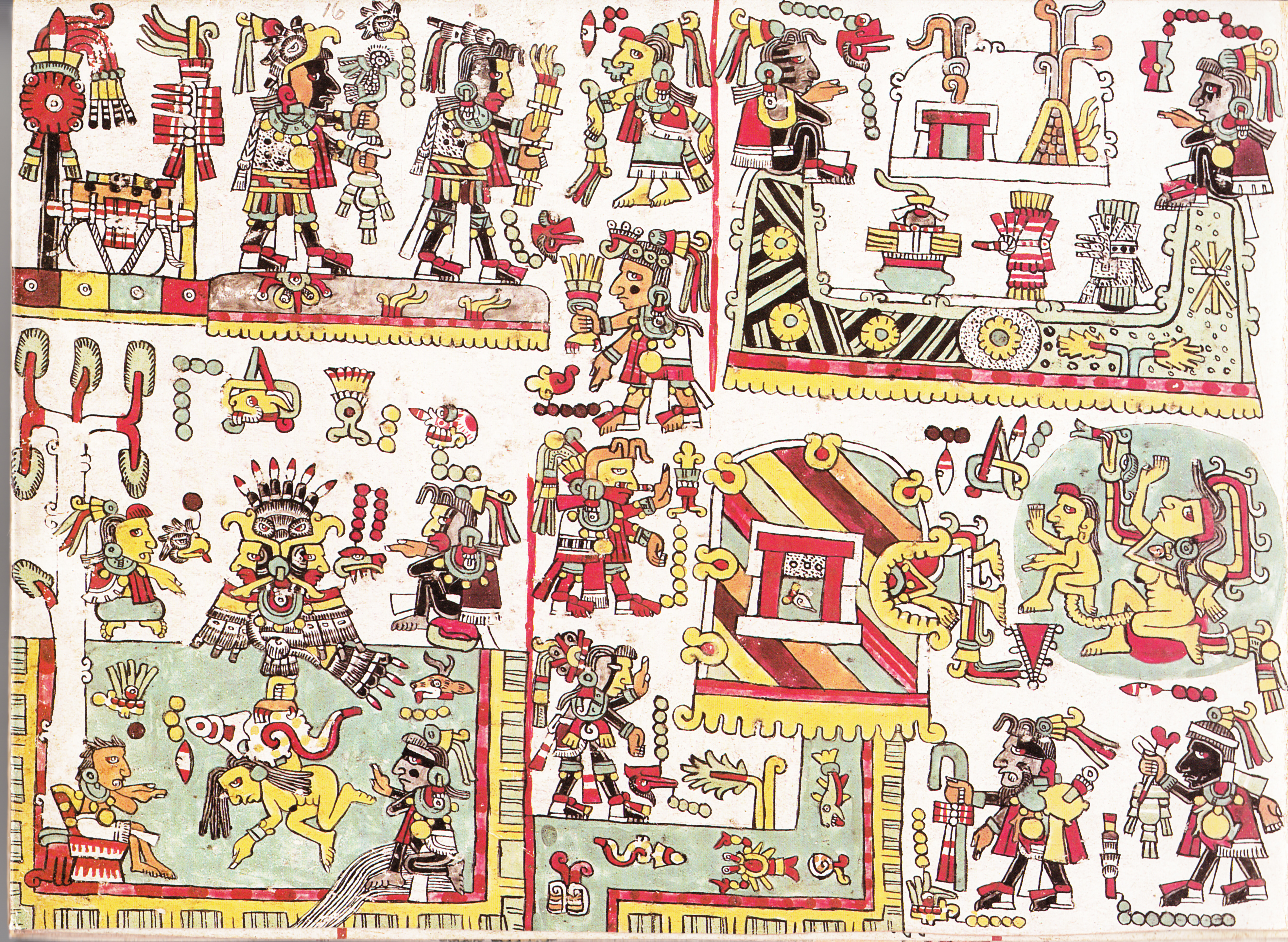
Códice Nuttall (British Museum, Londres), circa.

La pintura precolombina no se desarrolló tanto como la arquitectura y la escultura, pero existen numerosos vestigios arqueológicos de pintura mural, especialmente en México: en Teotihuacán las paredes de los edificios solían cubrirse con una capa de estuco pintada con escenas narrativas o diseños decorativos; en Bonampak y Chichén Itzá los mayas decoraban sus templos con frescos de estilo realista que narraban acontecimientos históricos; en Cacaxtla (Tlaxcala) se han descubierto recientemente pinturas murales con representaciones de dioses, sacerdotes y guerreros. También se han encontrado pinturas murales en Mesoamérica, generalmente con diseños geométricos, como en Tierradentro (Colombia), o de tema mitológico, como en Panamarca (Perú). 
También hay que remarcar la extraordinaria habilidad mostrada por numerosos pueblos (mayas, mixtecas y aztecas) en la escritura pictográfica, especialmente en códices ilustrados, que solían contar con figuras y símbolos de esmerado dibujo e intensidad cromática, narrando hechos históricos o mitológicos, como el Códice Nuttall de los mixtecas (British Museum, Londres). Otras muestras de pintura precolombina se hallan en la decoración cerámica, especialmente las vasijas mayas, las moches y de la cultura peruana de Nazca.
Desde el descubrimiento de América por Cristóbal Colón en 1492 hasta la independencia de los diversos países americanos a lo largo del siglo XIX (los últimos Cuba y Puerto Rico en 1898) se dio el denominado arte colonial, que fue un fiel reflejo del arte efectuado en Europa. Las primeras muestras de pintura colonial fueron las de escenas religiosas elaboradas por maestros anónimos, como las imágenes de la Virgen con el Niño. La producción artística hecha en Nueva España por indígenas en el siglo XVI es denominada arte indocristiano. La pintura barroca recibió la influencia del tenebrismo sevillano, principalmente de Zurbarán, como se puede apreciar en la obra de los mexicanos José Juárez y Sebastián López de Arteaga, y del boliviano Melchor Pérez de Holguín. A finales del siglo XVI destacó la Escuela cuzqueña de pintura, representada principalmente por Luis de Riaño y Marcos Zapata. En el siglo XVIII la principal influencia sería la de Murillo, y en algún caso —como en Cristóbal de Villalpando— la de Valdés Leal. Destacan Gregorio Vázquez de Arce en Colombia y Juan Rodríguez Juárez y Miguel Cabrera en México.

### África

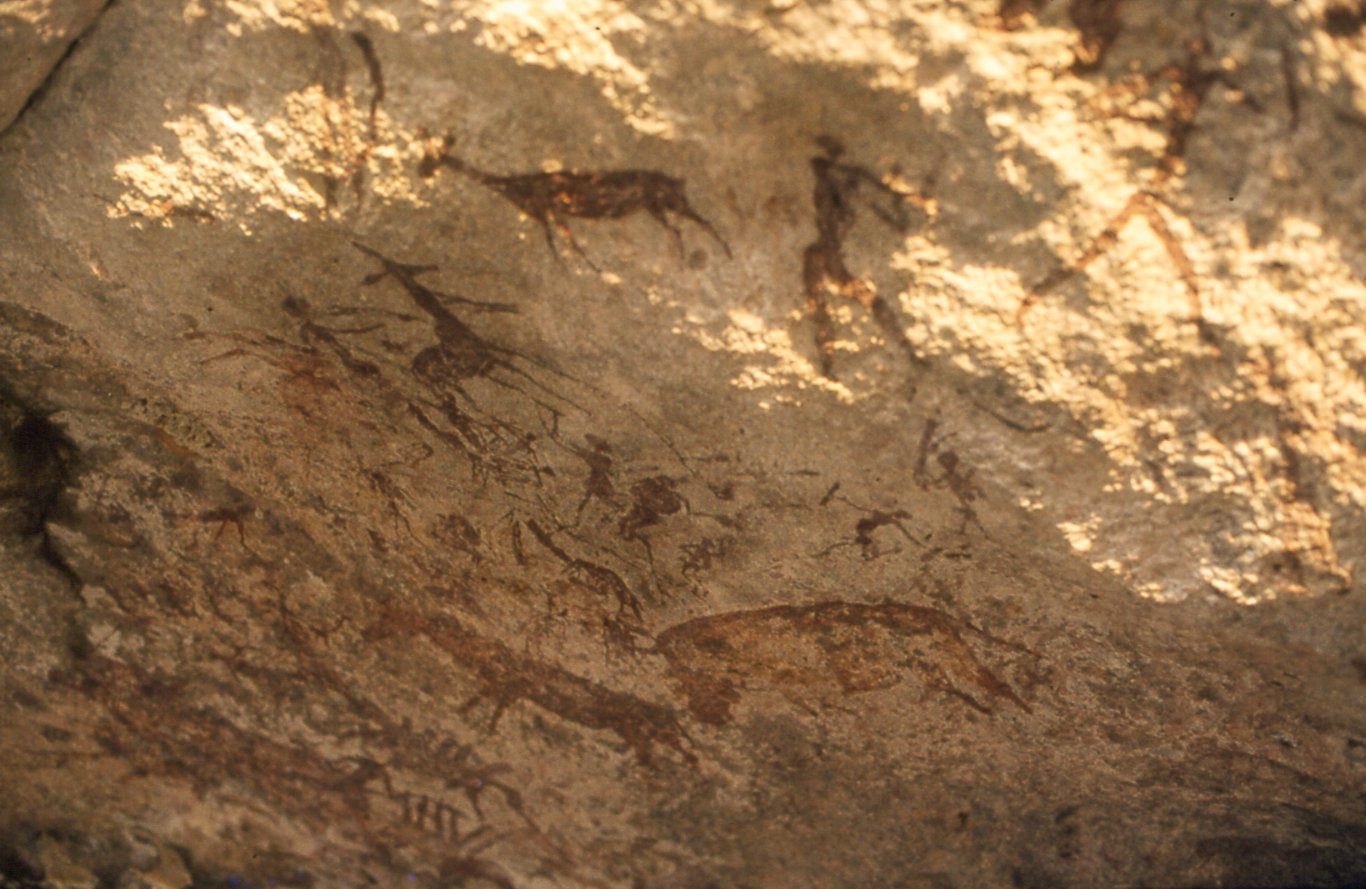
Pinturas antiguas de los bosquimanos cerca de Murewa (Zimbabue).

El arte africano ha tenido siempre un marcado carácter mágico-religioso, destinado más a ritos y ceremonias de las diversas creencias animistas y politeístas africanas que no a fines estéticos, aunque también hay producciones de signo ornamental. Sin embargo, la pintura ha tenido escasa representación frente a otros tipo de artes, especialmente la escultura, cumpliendo por lo general un carácter accesorio, en decoración de máscaras y estatuas, frecuentemente con motivos geométricos o abstractos. En las montañas Drakensberg (Sudáfrica), los San (o bosquimanos) realizaron miles de pinturas rupestres entre los siglos XVIII y XIX, relacionadas con rituales chamánicos. Pero prácticamente hasta el siglo XX no se ha empezado a producir pintura de forma autónoma, especialmente tras la independencia de los países africanos, surgiendo entonces diversas escuelas como la Poto-Poto en Brazzaville, el movimiento Set Setal en Senegal, Rorke’s Drift en Sudáfrica, Oshogbo en Nigeria, Cyrene en Bulawayo, y otras ciudades como Lubumbashi, Dakar, Maputo, Harare, etc.).